# Petit patrimoine funéraire
 (novembre 2018).
 (novembre 2018).
Le « petit patrimoine funéraire » abordé dans cet article concerne principalement (pour ce qui est des détails décrits) les 3 pays francophones, la Belgique (plus précisément la Wallonie) , le Canada (c'est-à-dire ici le Québec) et la France.

## Matériaux, objets et motifs décoratifs

### Croix de bois

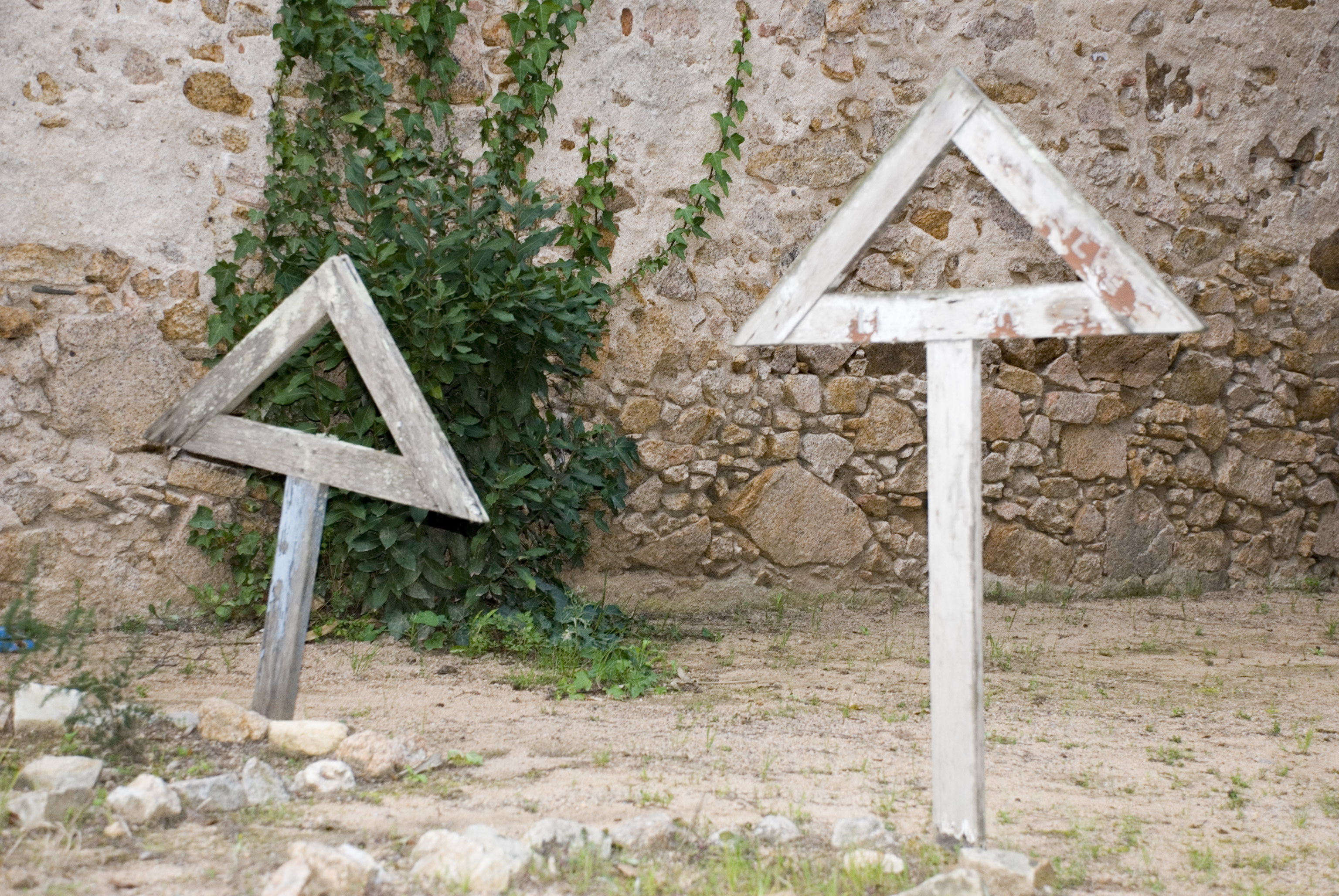
à Sant Feliu de Guíxols (Catalogne)

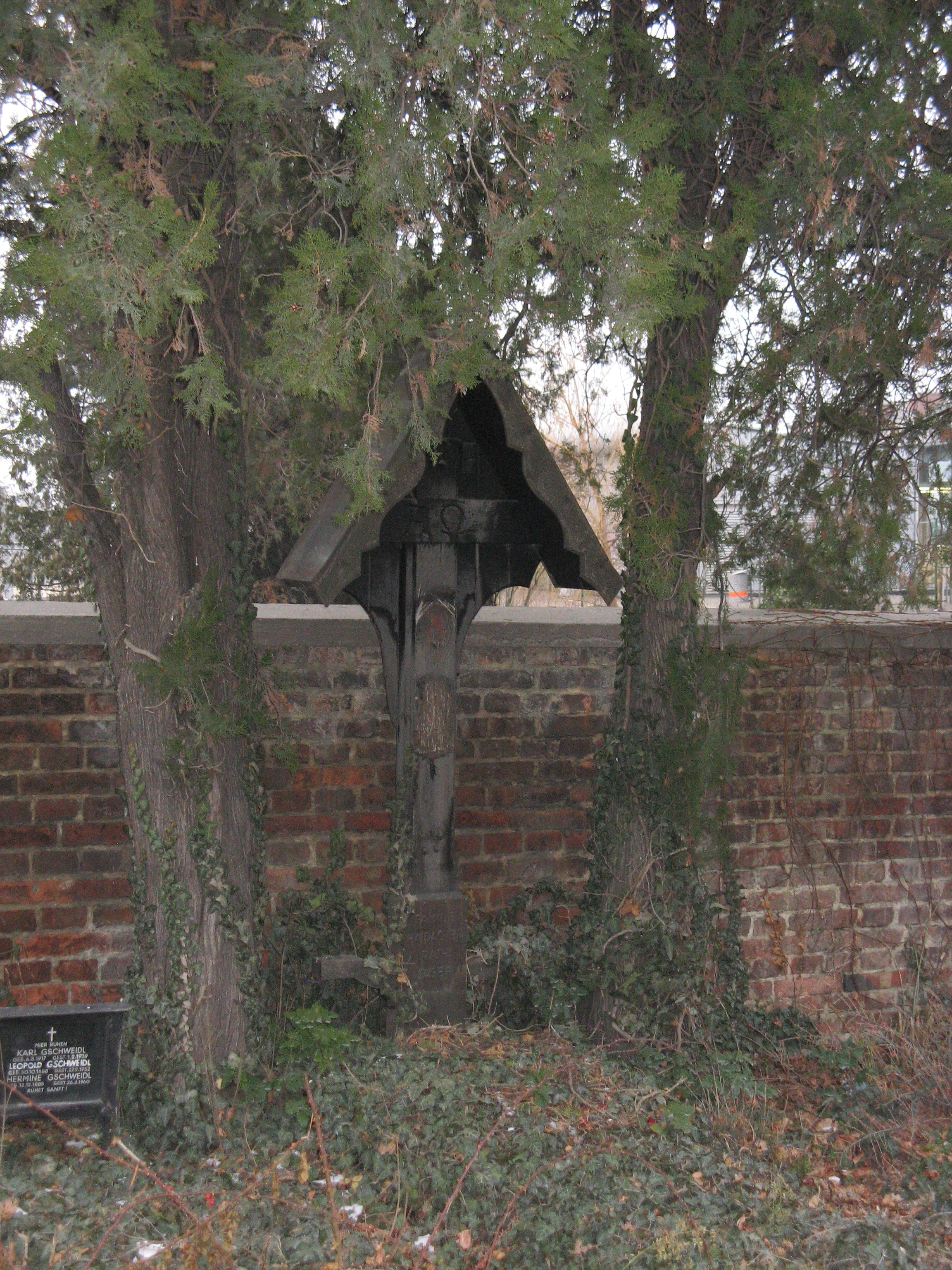
à Vienne

- Croix de bois simple

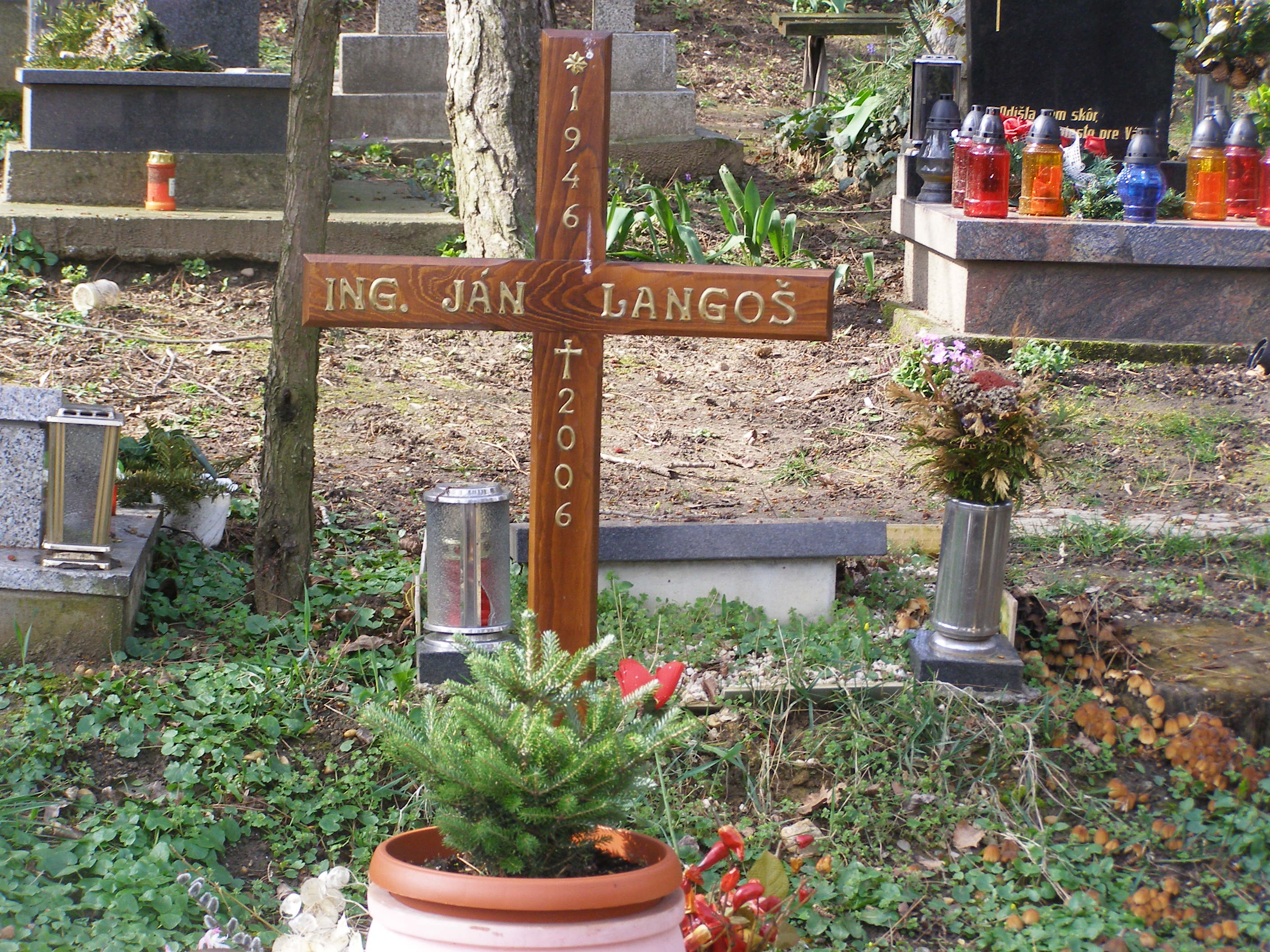
Croix récente, à Bratislava (Slovaquie)
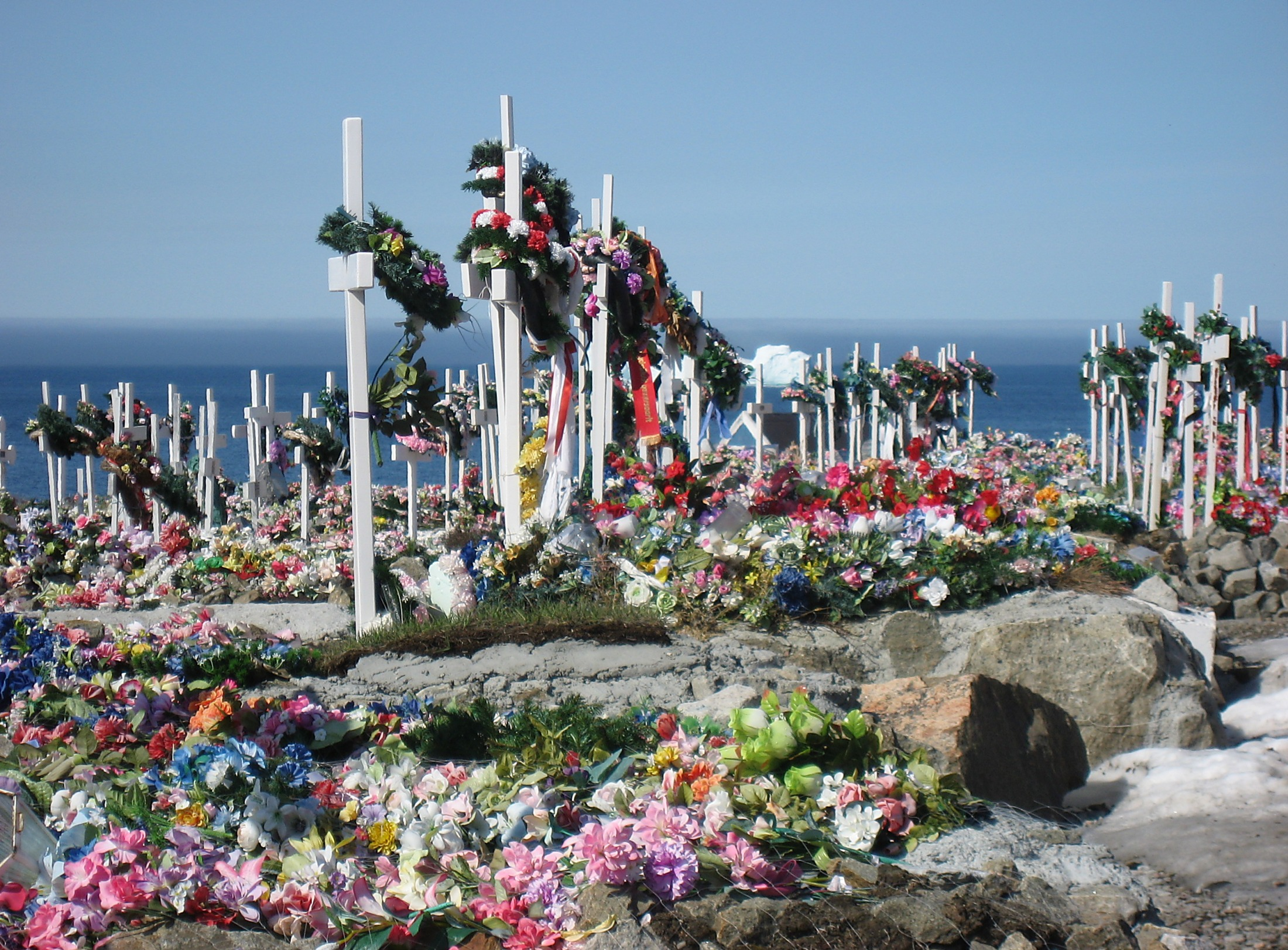
à Upernavik (Groenland)
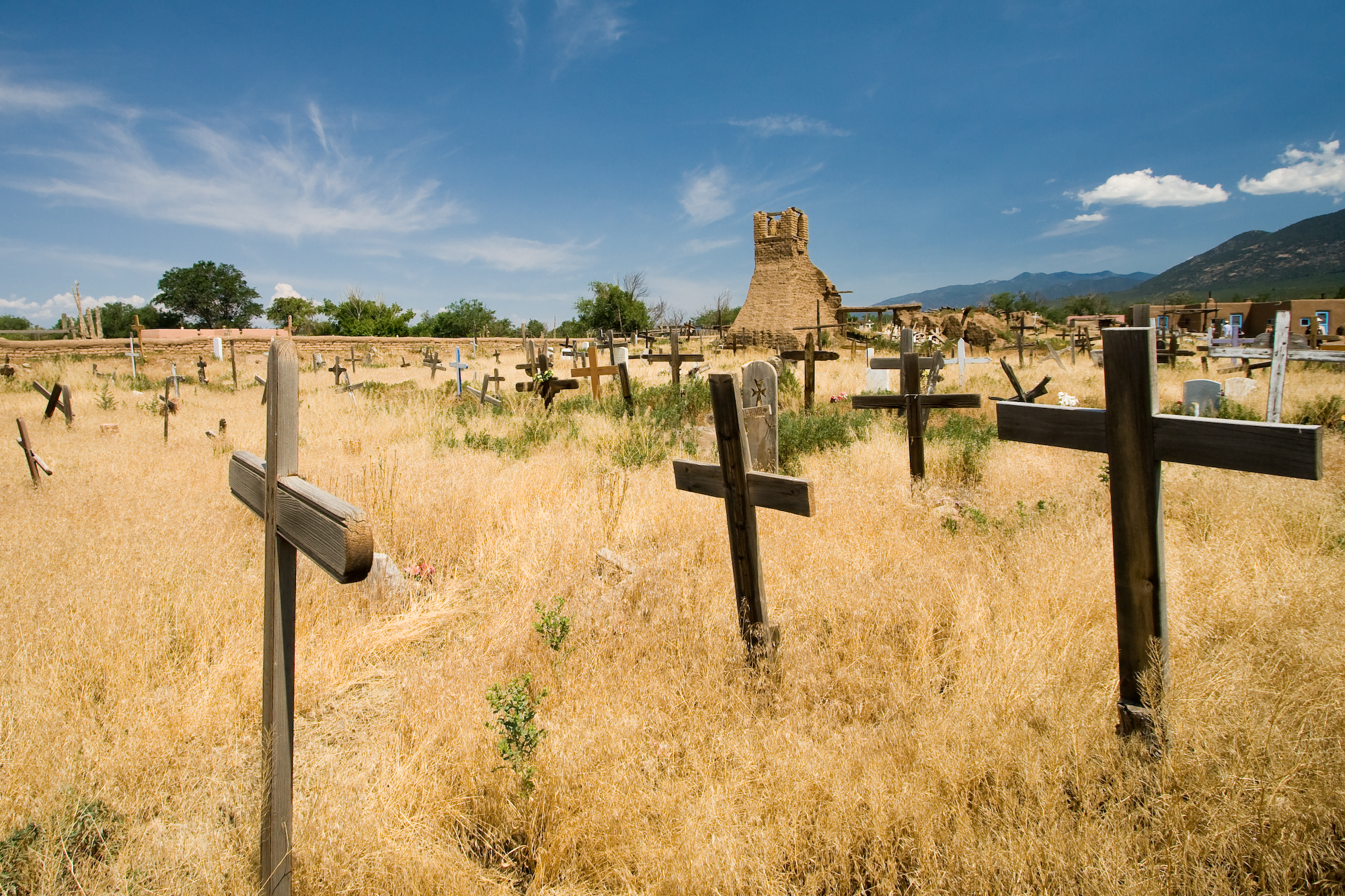
aux États-Unis

- Croix de bois sculpté
- Variante pour francs-maçons

- Croix avec "toit"

- Croix de bois peint, avec "toit"

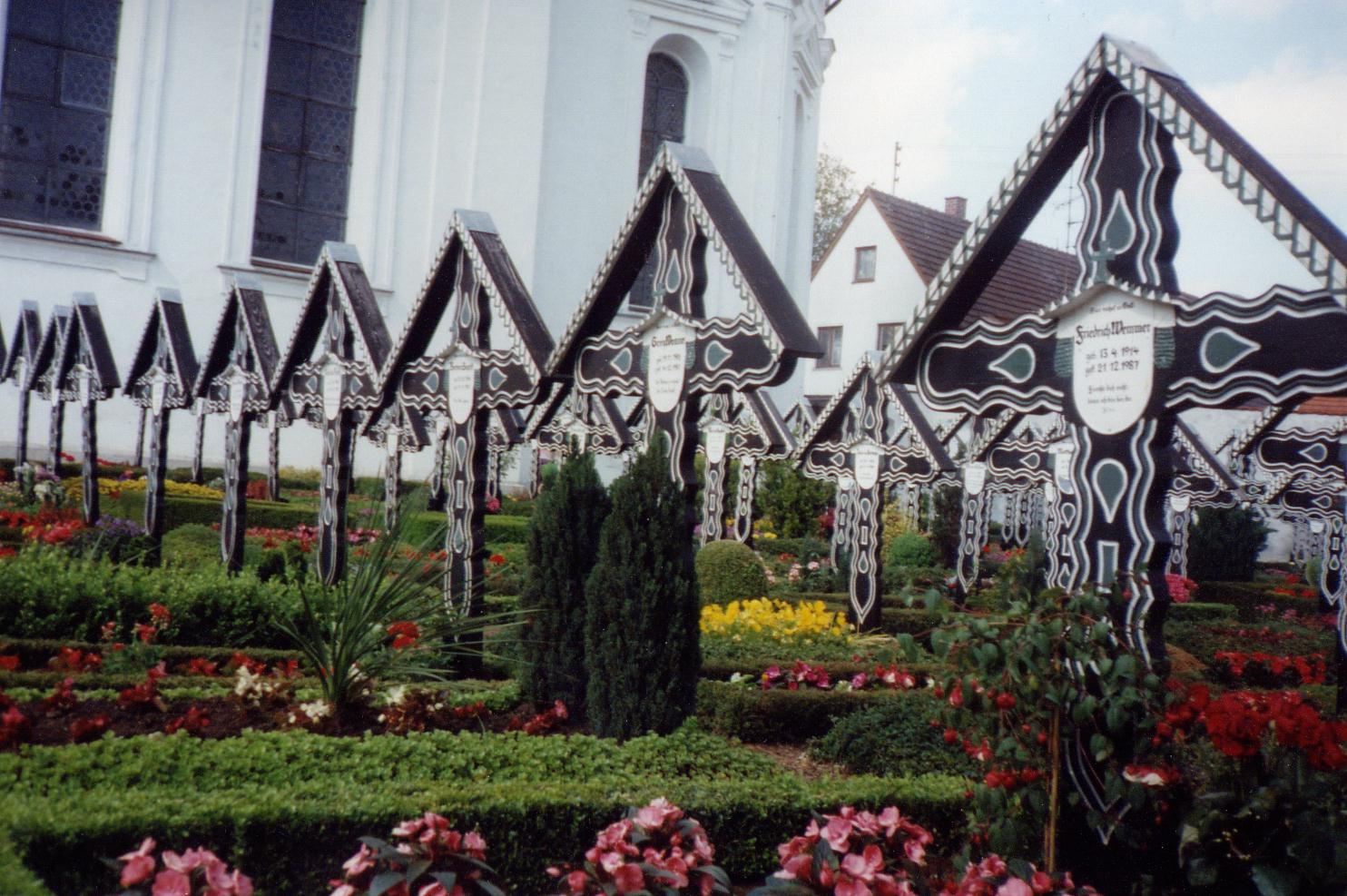
à Haunsheim (Bavière)
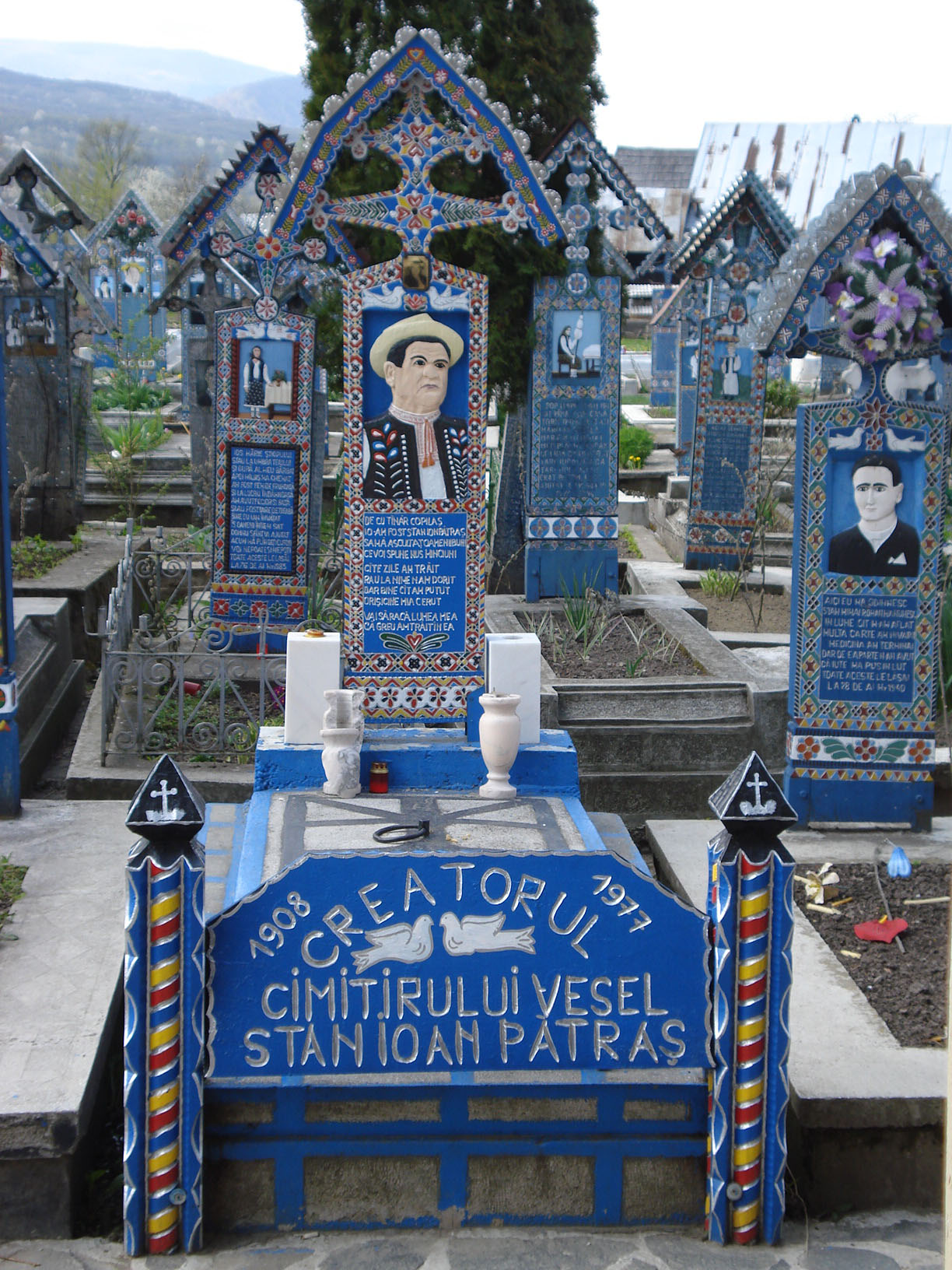
Cimetière joyeux de Sapinta (Roumanie)

### Croix mortuaire

#### Croix mortuaire entourée de perles de verre
La forme est constituée par des tubes de métal zingué (comme une gouttière) soudés en croix. Les 4 extrémités sont obstruées en général par des bouchons produits en série, industriellement. La face de ces bouchons est parfois lisse, mais le plus souvent décorative. La plupart de ces bouchons sont fixés dans la partie tubulaire de la croix par insertion de petites pattes de maintien, de force. Les autres sont, au contraire, installés par enveloppement de l'extrémité du tube, par l'extérieur donc, comme une bague s'enfile sur un doigt. Cette "technique" permet une surface décorative plus grande et ils paraissent donc plus élégants, plus raffinés. La croix est complètement recouverte par l'enroulement très serré d'un fil de métal retenant une multitude de petites perles.

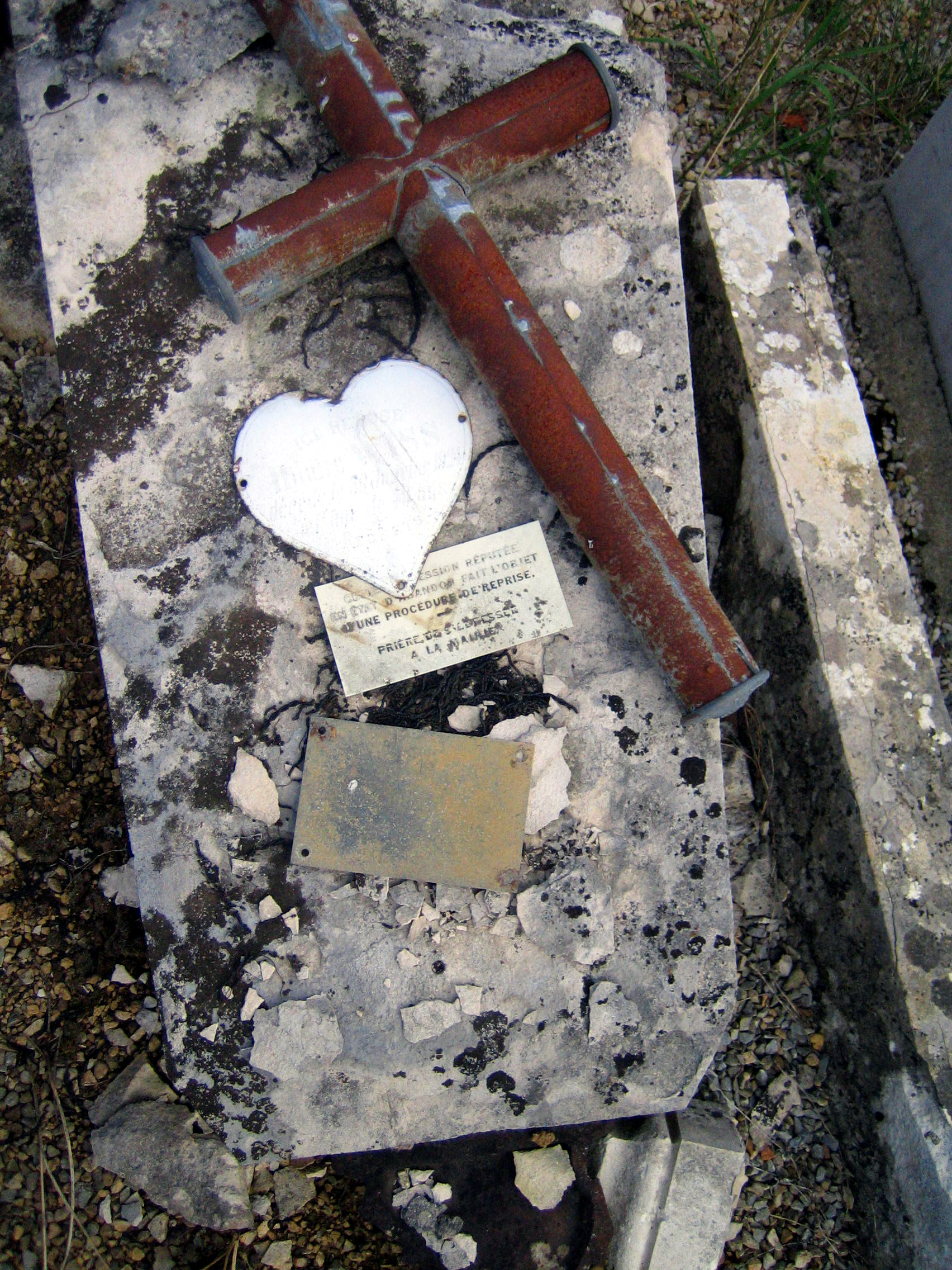
Le fil métallique sur lequel étaient enfilées les petites perles a été rompu, provoquant la dispersion de celles-ci.
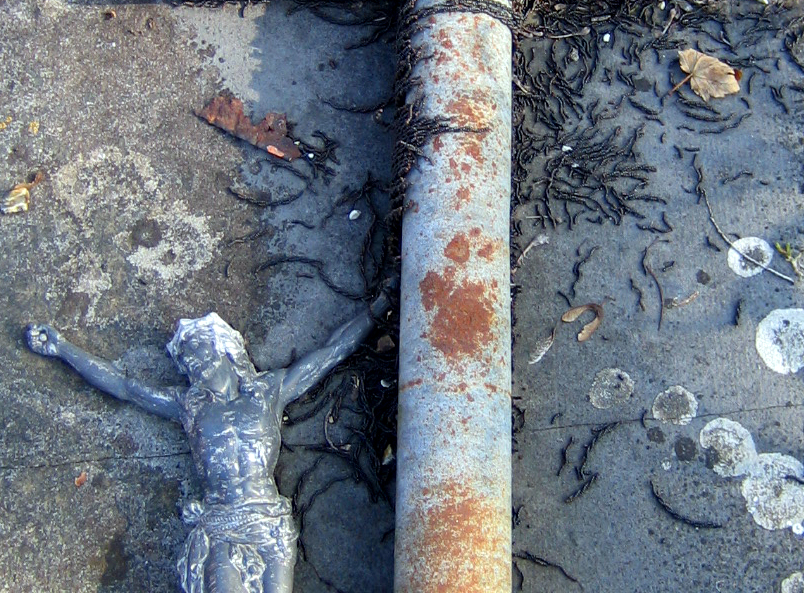
Perles de la croix dispersées sur la pierre tombale.
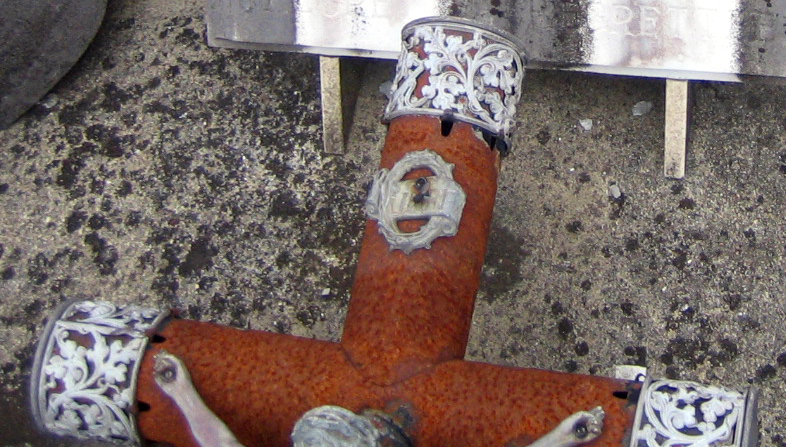
Large bouchon décoratif s'emboîtant sur le tube.

#### Couronne mortuaire en perles de verre

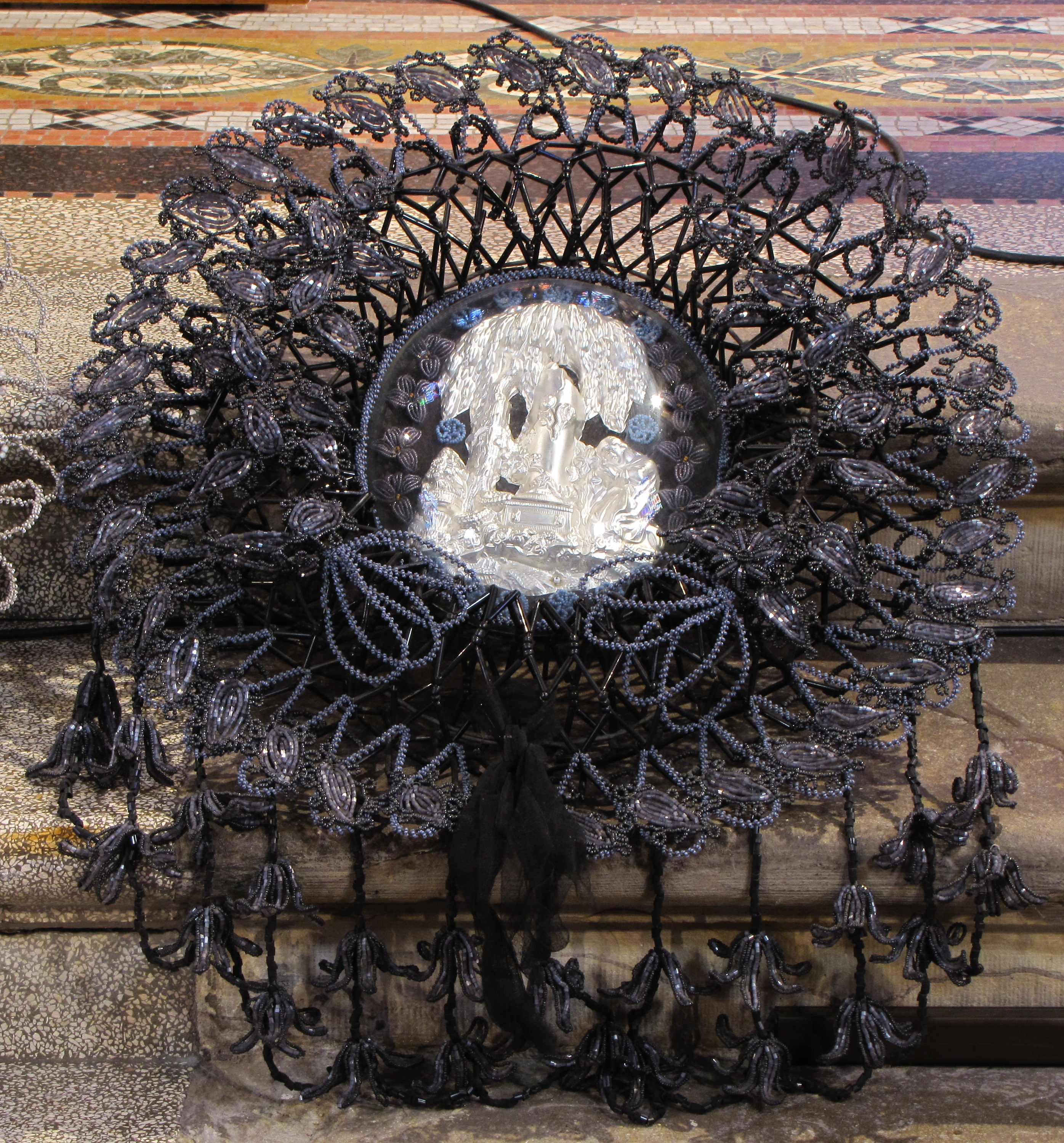
dans l'Église Saint-Mathias di Still en Alsace

### Ferronnerie
Le fer forgé, très largement utilisé depuis le XIXe siècle, présente l'avantage d'une plus grande résistance que le bois et permet une grande richesse décorative. Quadruplant au moins la durée des objets et structures comparativement au bois, l'inconvénient à terme est la rouille et l'entretien pas toujours facile.

#### Croix basse enfer forgé

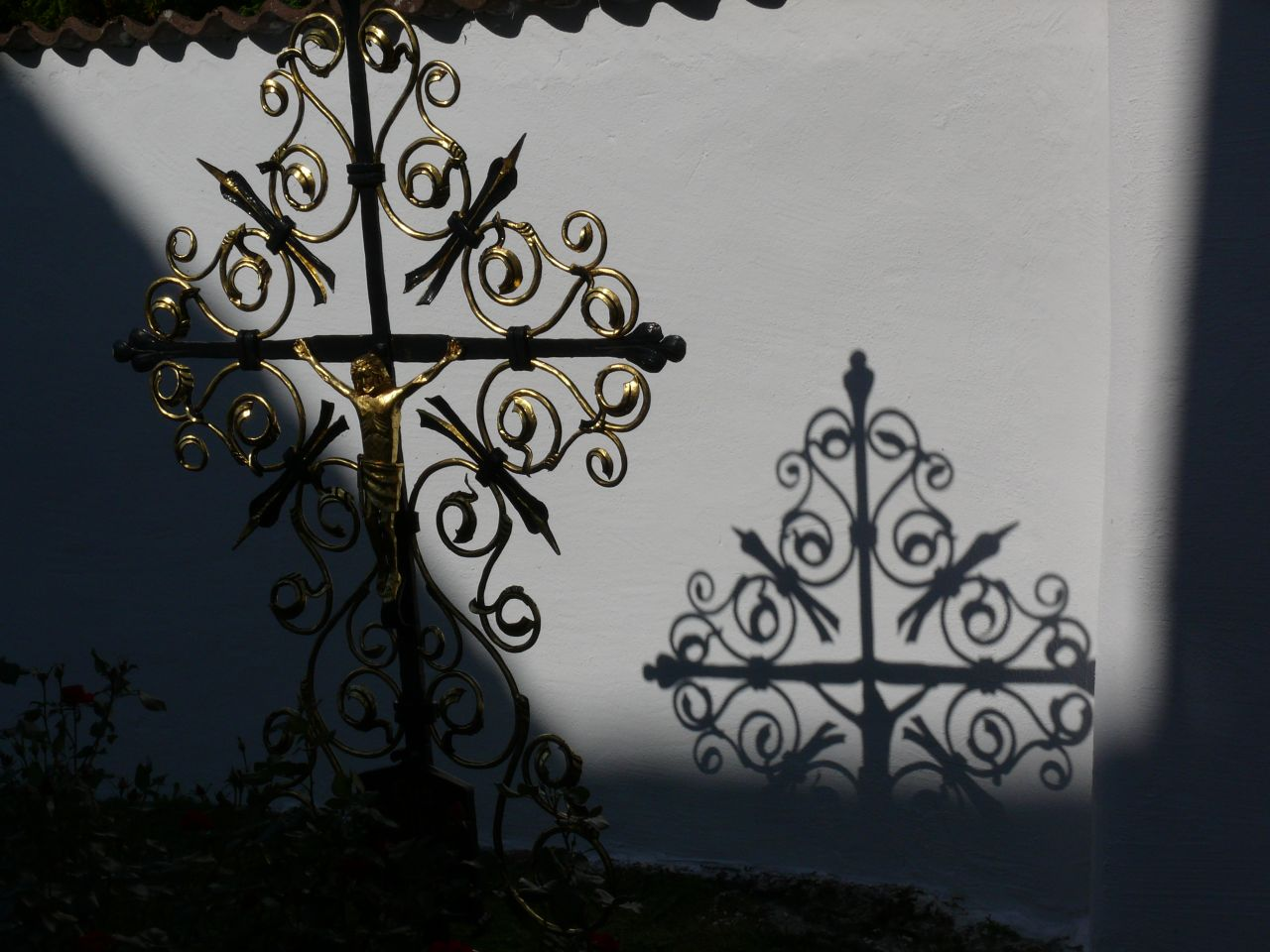
à Dielkirchen (Allemagne)
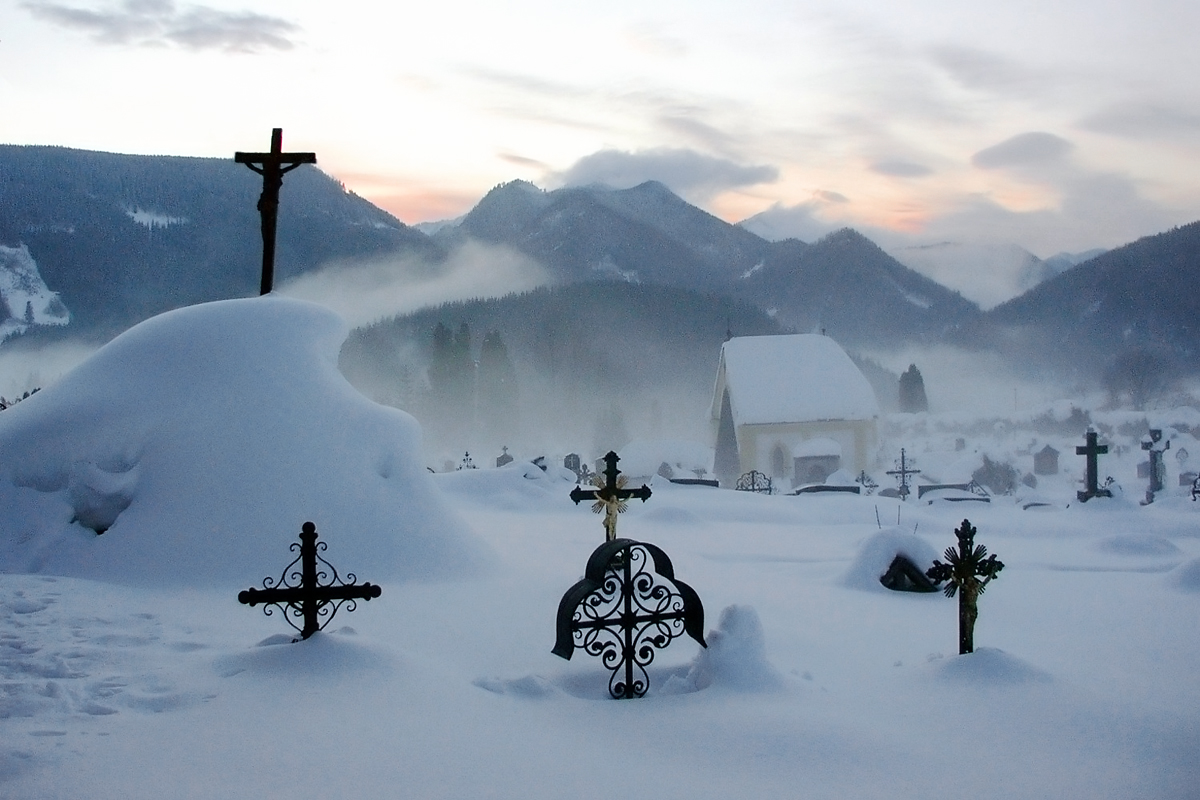
à Mariazell (Autriche)
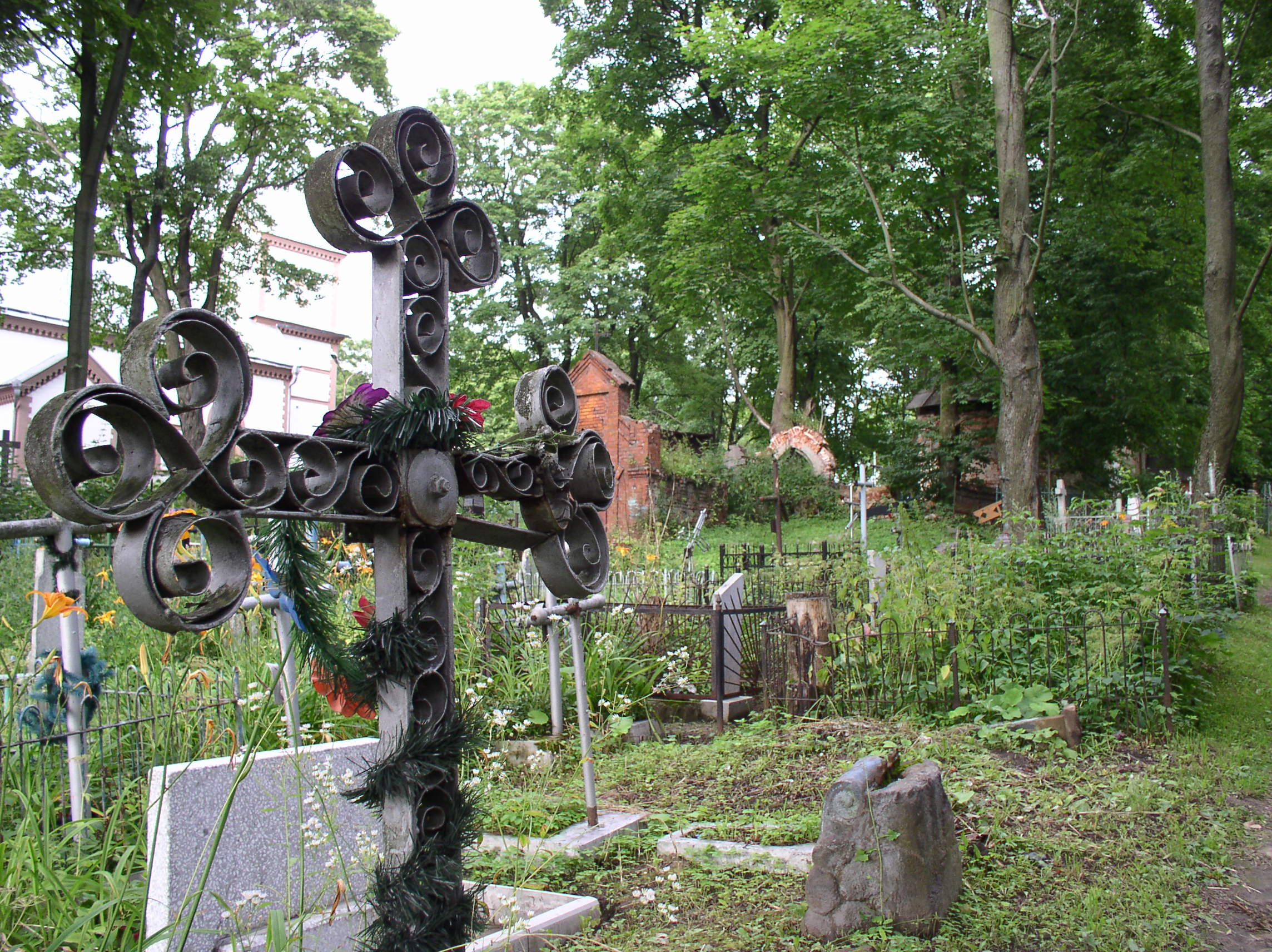
à Minsk (Biélorussie)

#### Croix haute en fer forgé

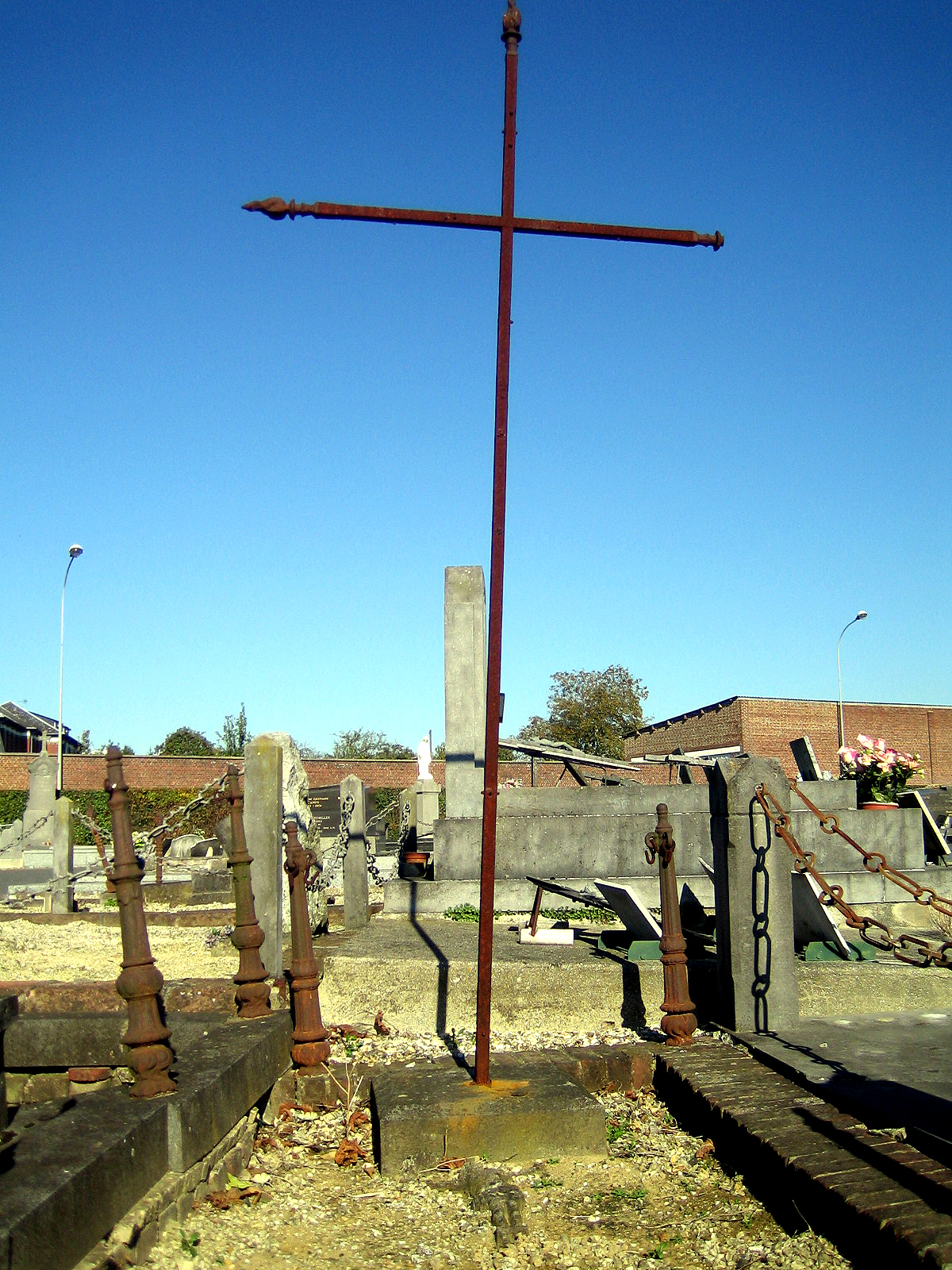
Les attributs décoratifs ont tous disparu (à Albert).

#### Croix defonte

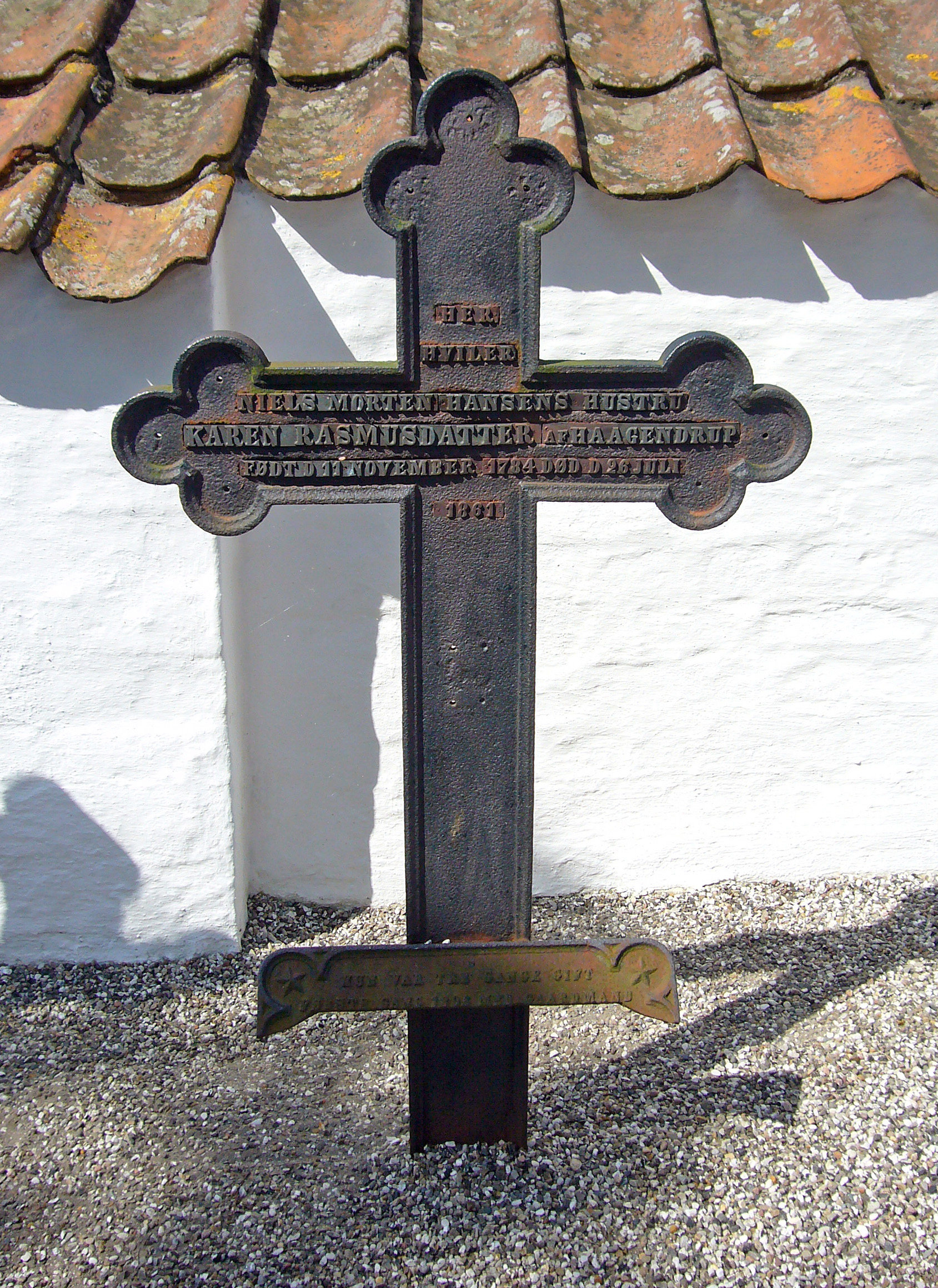
au Danemark
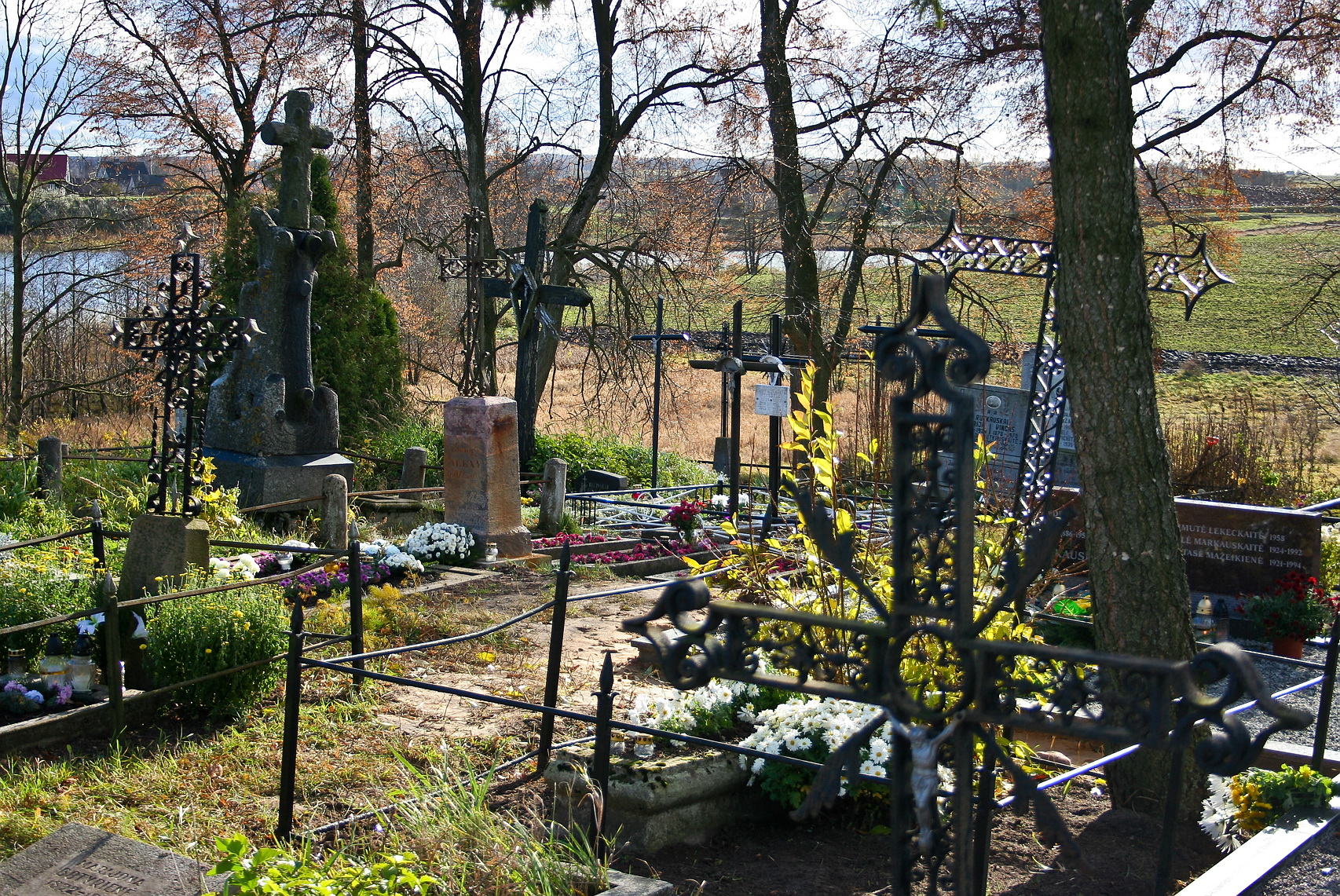
à Liudvinavas (Lituanie)
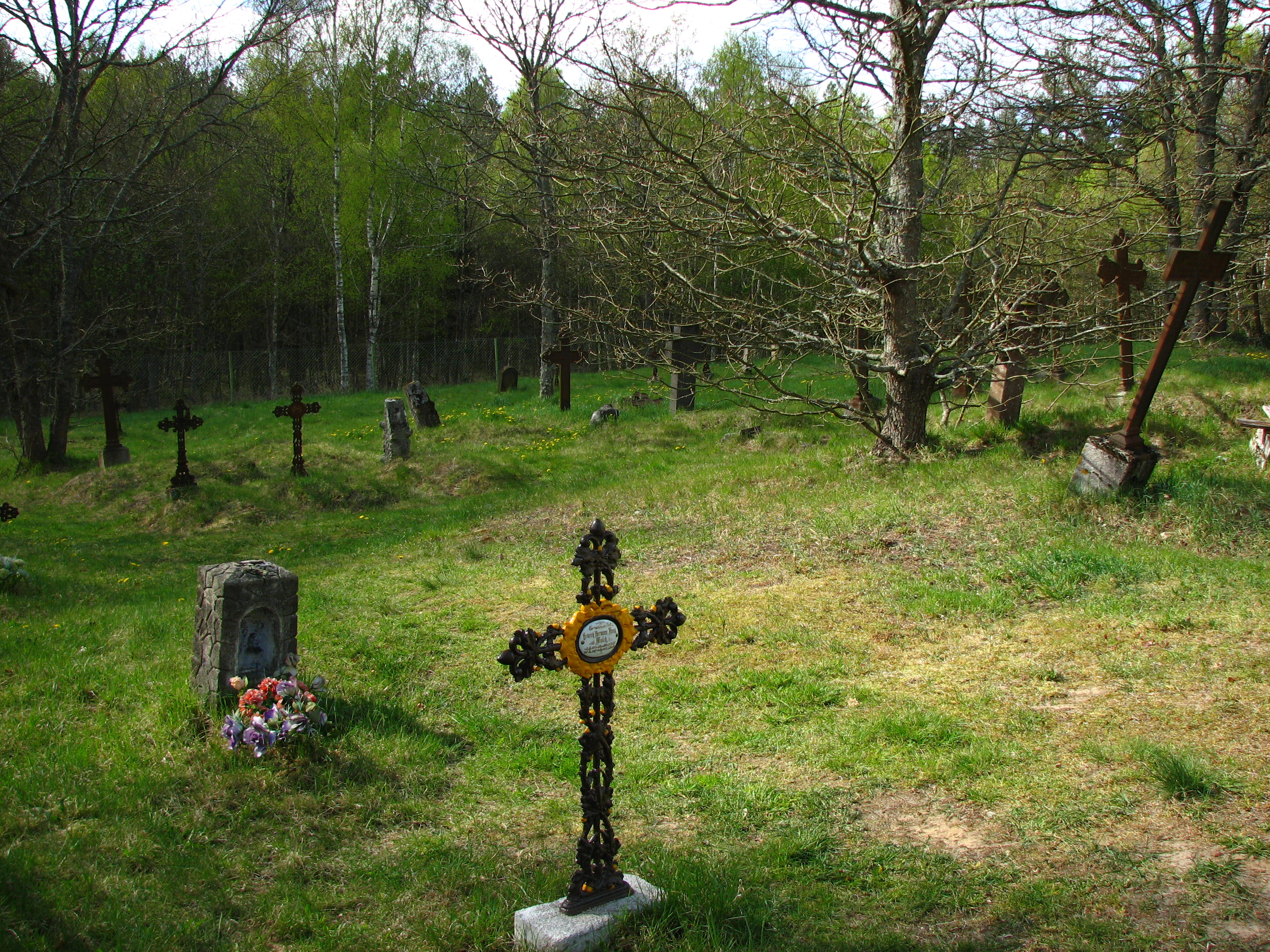
Croix pleines et d'autres plus décorées à Kluki (Pologne)
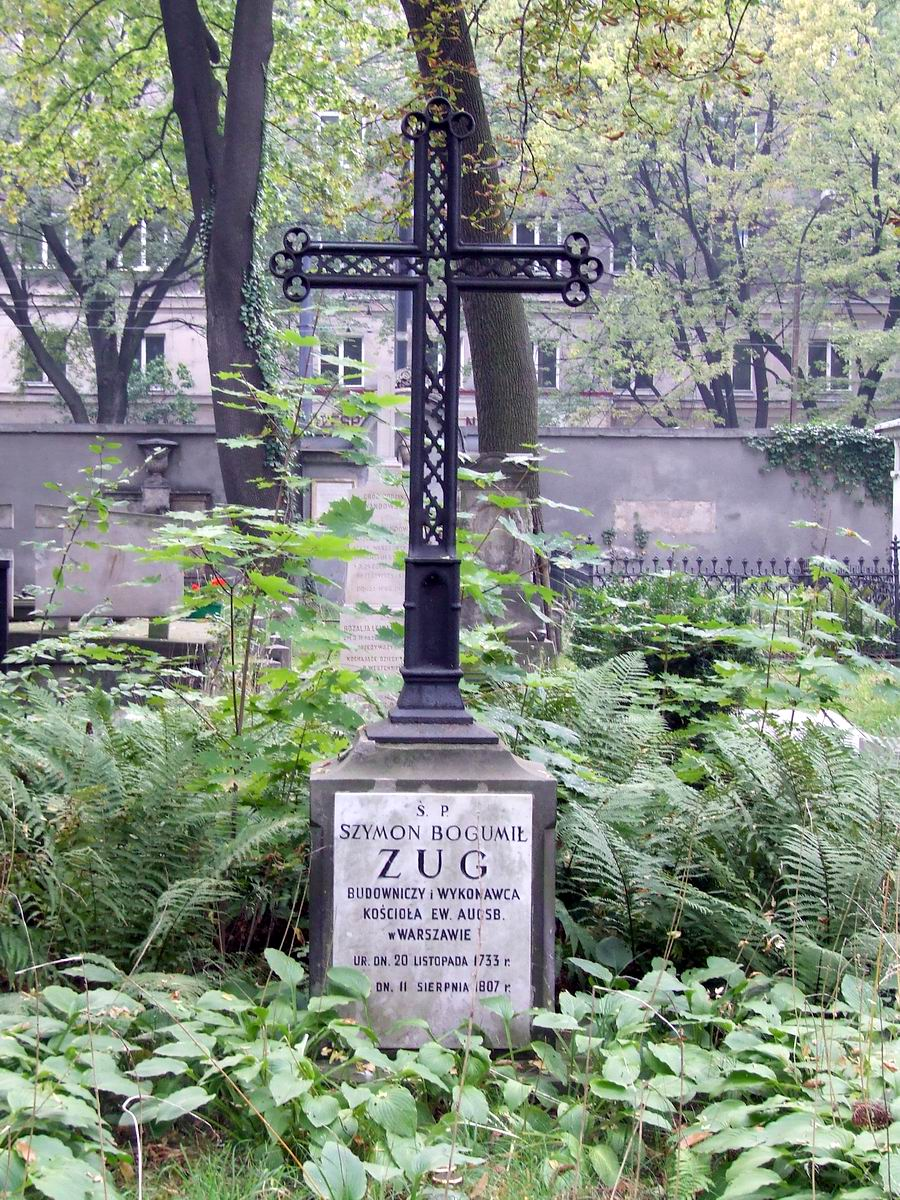
à Varsovie (Pologne)

Les croix de fonte apparaissent au XVIIIe siècle, notamment avec l'individualisation des tombes mais la plupart des croix encore visibles dans nos cimetières remontent au XIXe siècle. La reprise de concessions anciennes et la fragilité du matériau oblitèrent ce petit patrimoine précieux.
Vers 1840, ce sont les'croix ajourées qui apparaissent et qui vont être produites en masse par les fonderies qui assurent la fabrication du petit mobilier funéraire. On citera la fonderie Alfred Corneau à Charleville-Mézières (Ardennes) dont les catalogues présentent de nombreux modèles de croix.
À quelques exceptions près, la production de croix en fonte s'arrête en 1830/1840. Son usure du fait de la rouille et la casse due au matériau en fait un patrimoine riche mais fragile qu'il convient de préserver.

#### Croix de fonte avec médaillon

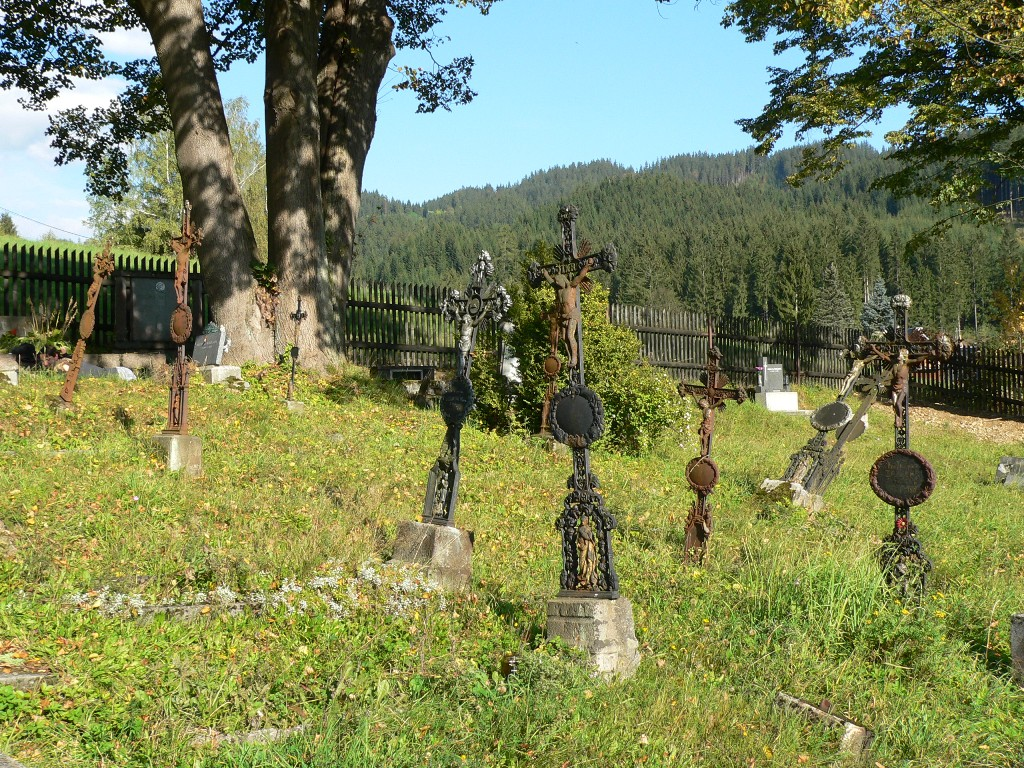
en République tchèque

#### Grille de fer forgé délimitant le périmètre de la tombe

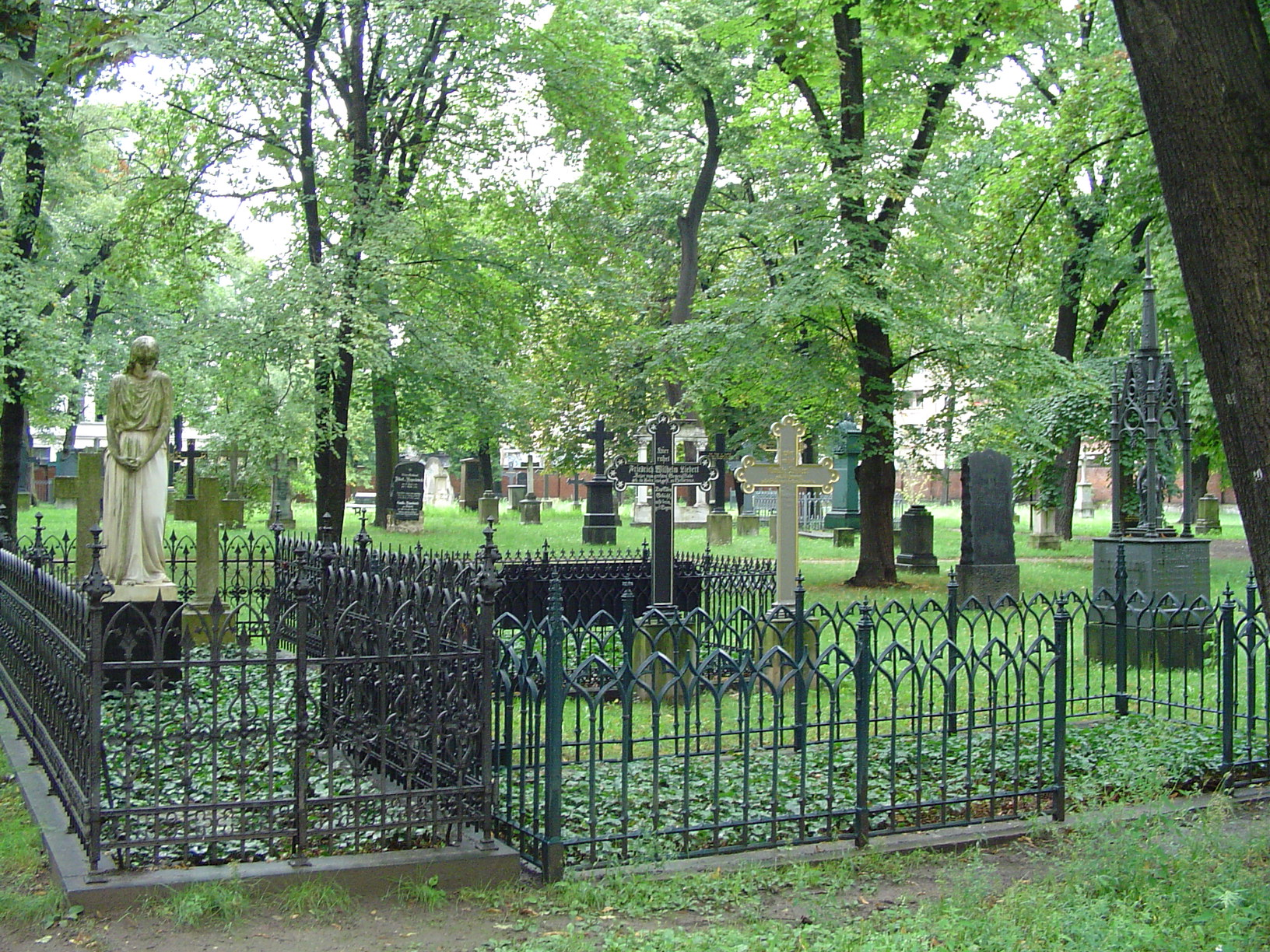
à Berlin (Allemagne)
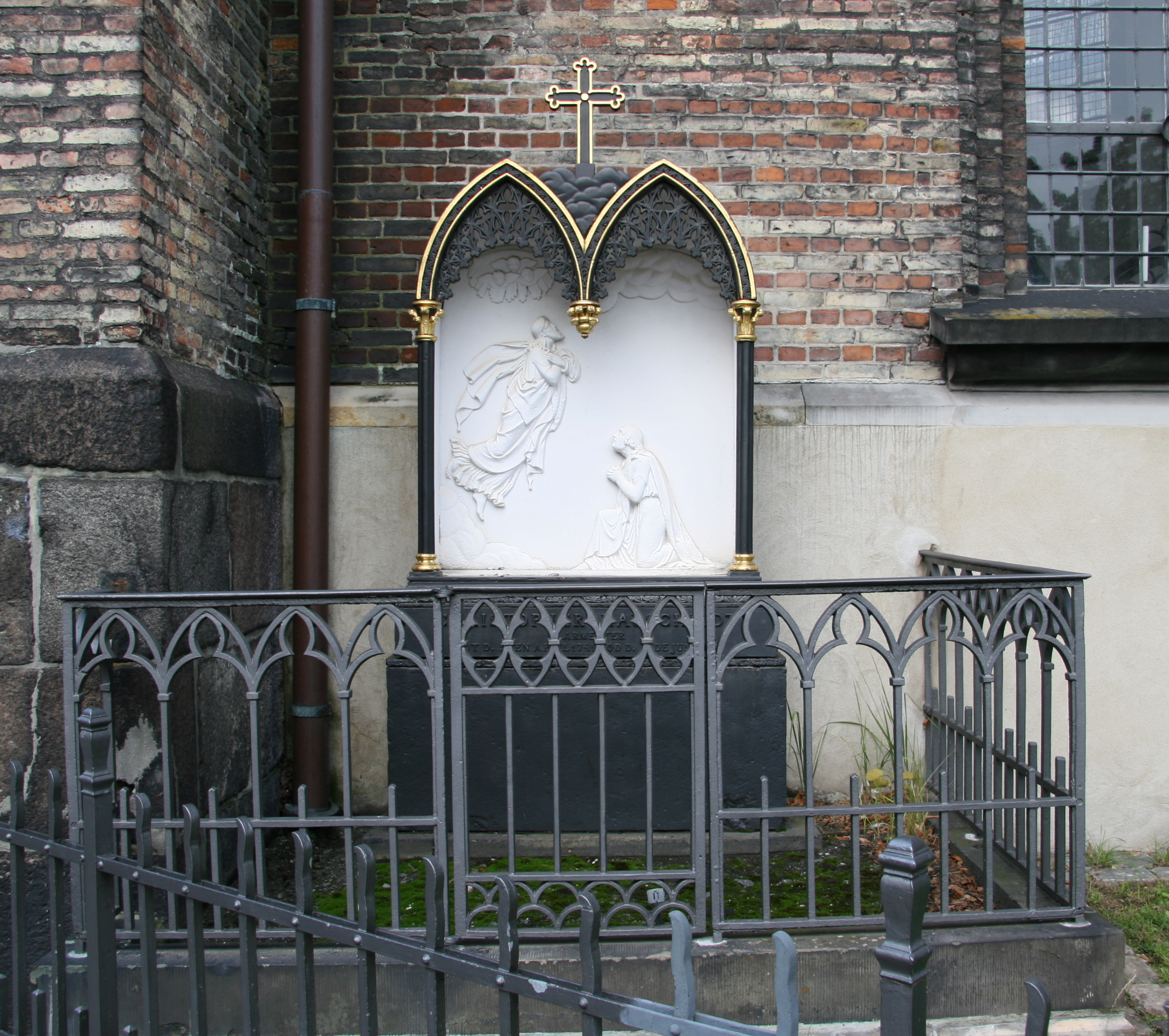
à Copenhague (Danemark)
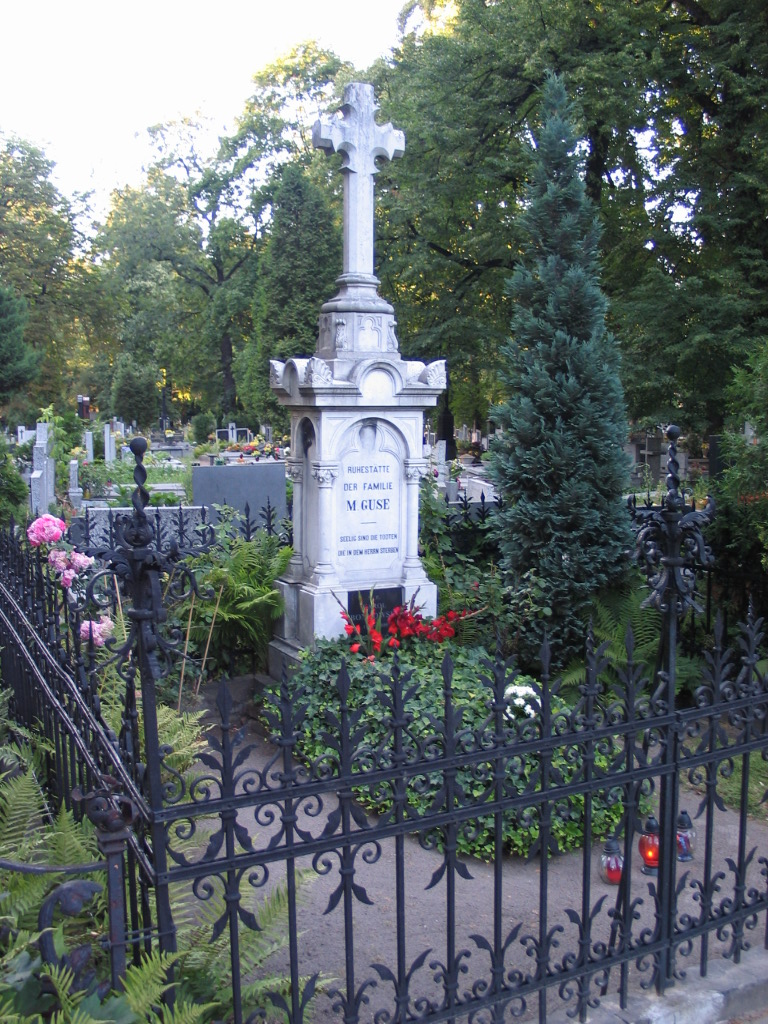
à Lodz (Pologne)
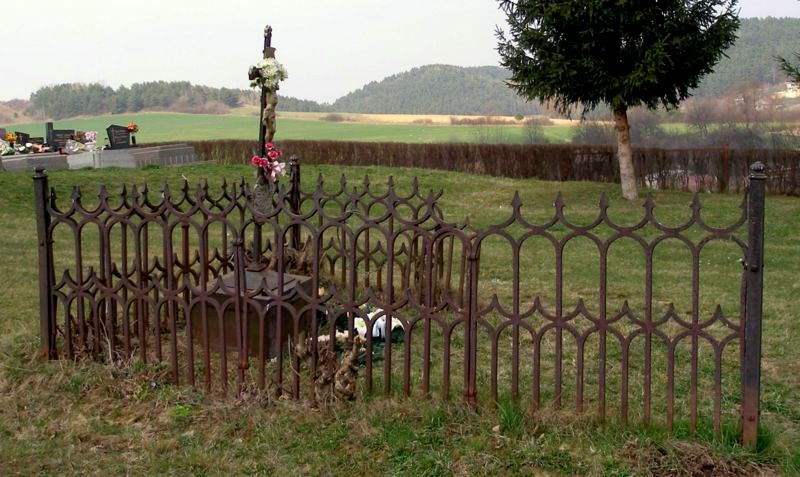
à Sedlice (Slovaquie)
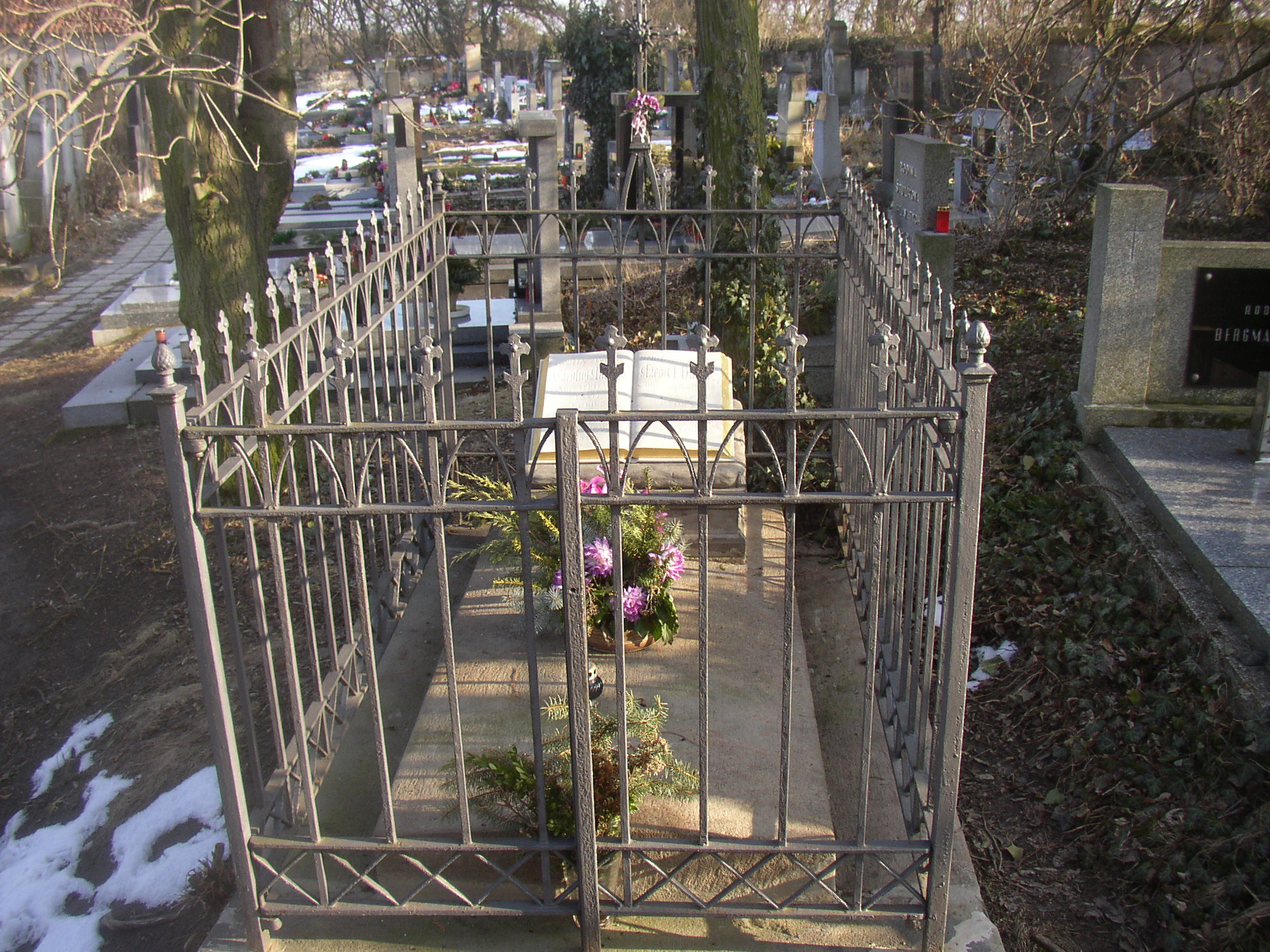
à Budeč (en), non loin de Prague (République tchèque)
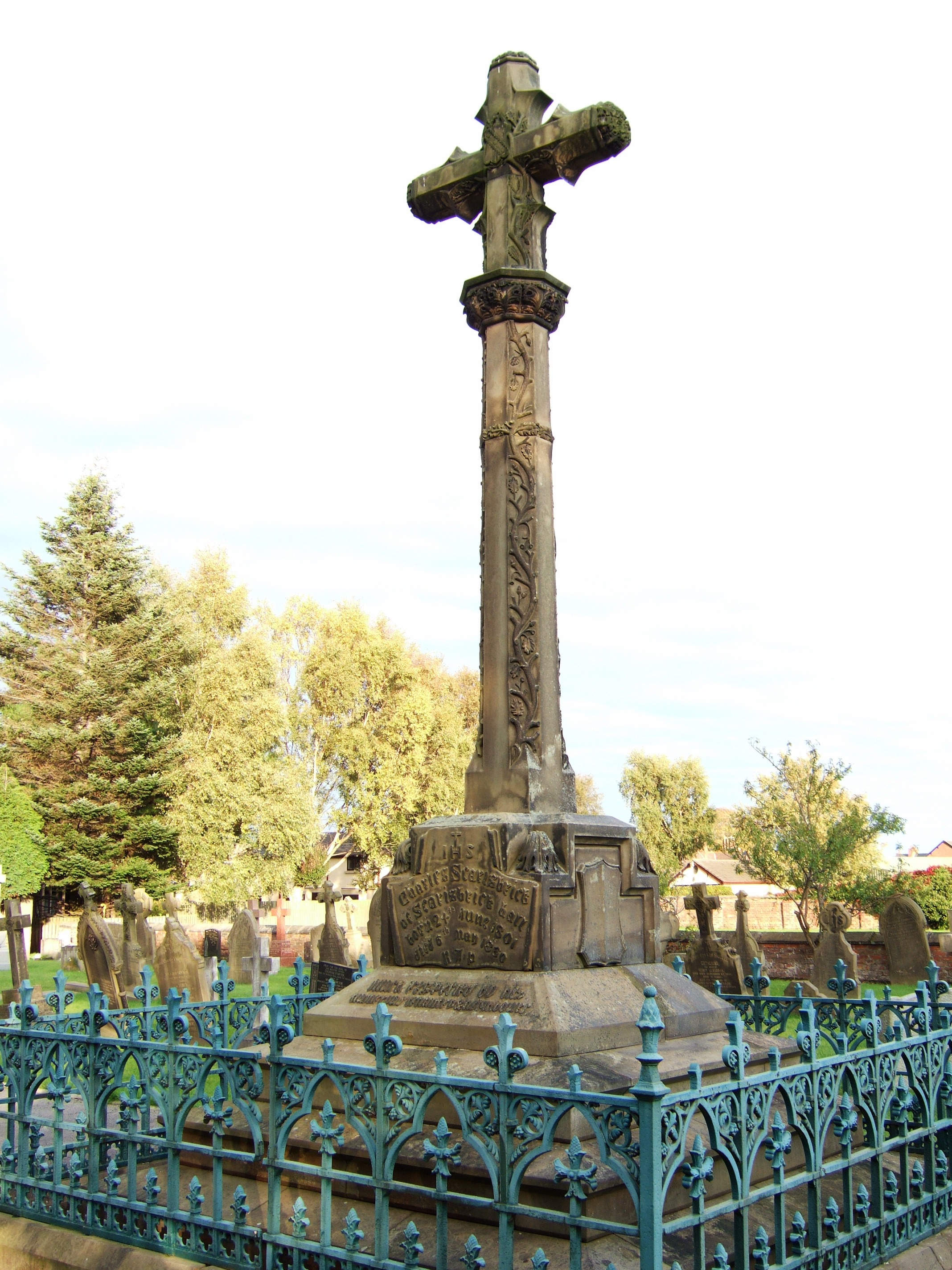
à Scarisbrick (Royaume-Uni)
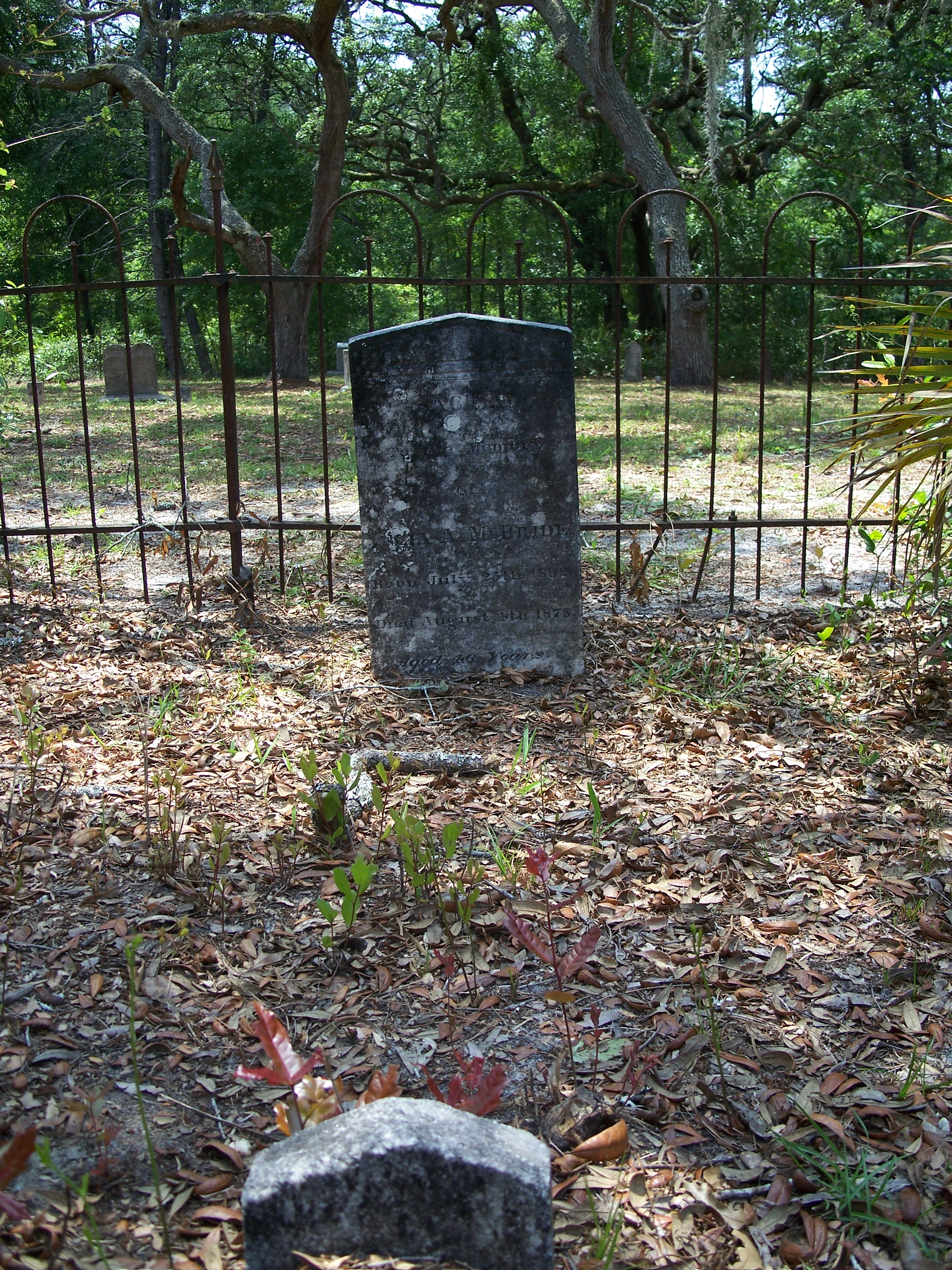
à Orange Springs (Floride)
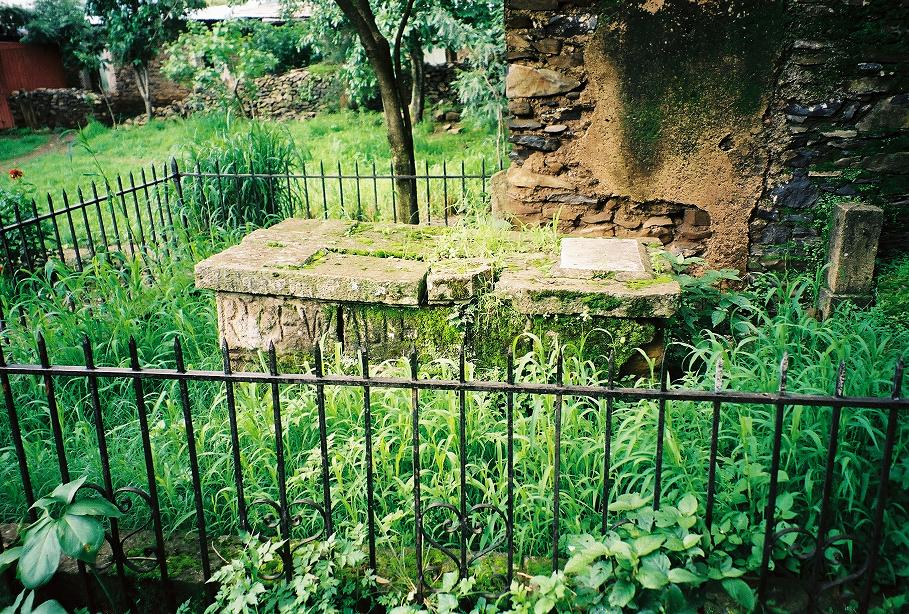
à Gondar (Éthiopie)
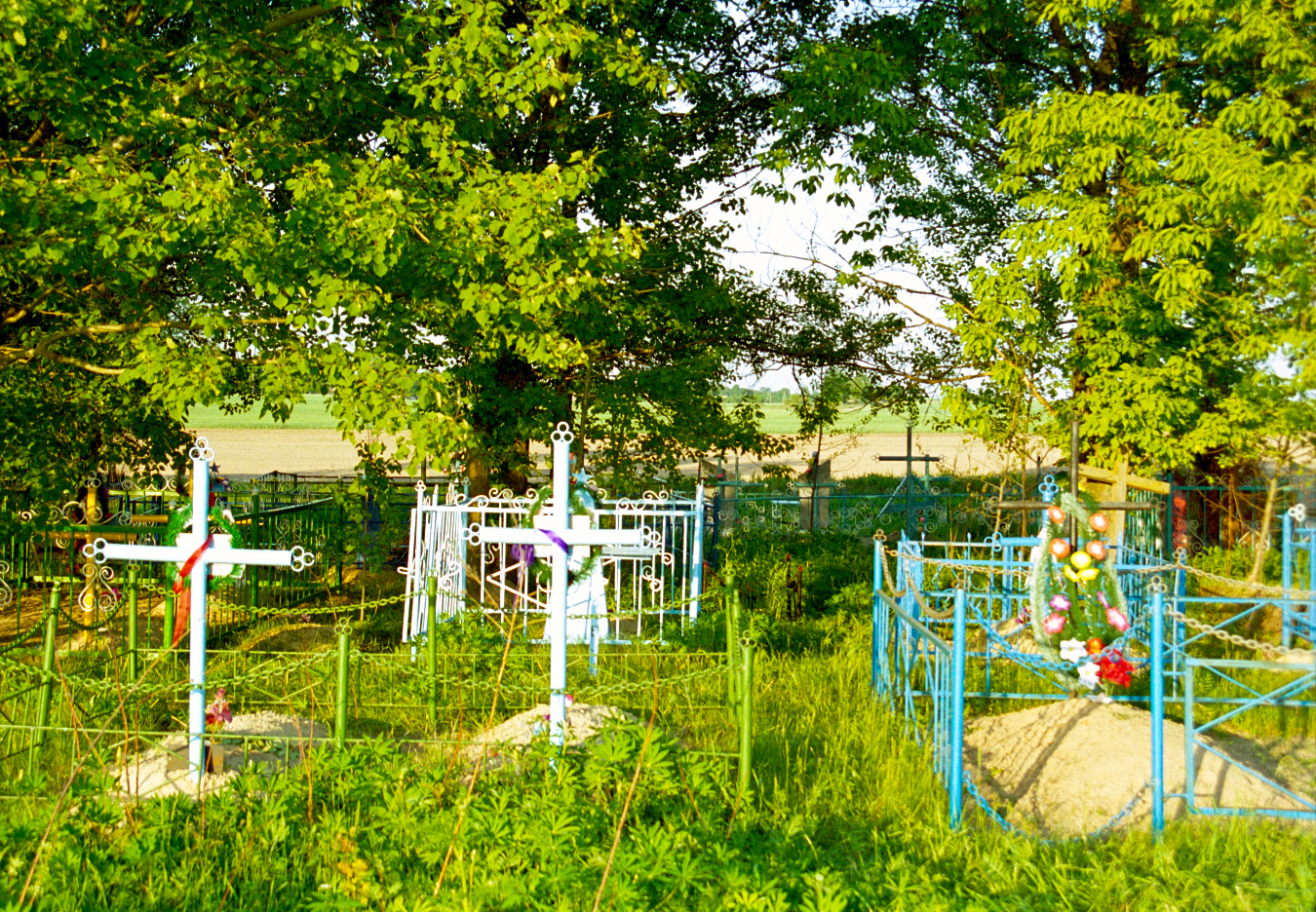
en Biélorussie

D'un point de vue symbolique, la réalisation d'une clôture autour d'une tombe ou d'une partie d'une tombe permet de créer deux espaces distincts : l'espace sacré, à l'intérieur du périmètre ainsi délimité et l'espace public, à l'extérieur. Dans le premier la pierre tombale et le(s) corps(s) en dessous sont donc sacralisés. Sur un monument funéraire de grande taille, cet espace, lorsqu'il est accessible, est réservé à la famille et aux proches. Nous retrouvons également cette approche pour les monuments aux morts : l'espace sacré était, à l'origine, réservé aux anciens combattants afin de leur permettre d'honorer leurs camarades morts au combat. Plus tard, les édiles ont pénétré cet espace pour y prononcer leur discours.

Cette notion a priori religieuse, replace la question du poids de la religion dans un cimetière. En France, le cimetière est public, donc laïc quand les tombes sont privées (les familles sont responsables de la tombe concédée et la municipalité est responsable de l'ensemble du cimetière hormis les tombes : entretien général, respect de la tranquillité et de la propreté du cimetière, réglementation des travaux réalisés, ...).

#### Armature de fer forgé supportant du verre

##### Petit abri protégeant les couronnes de fleurs ou de perles
Cette petite structure de fer forgé (plus haute et large qu'épaisse) se présentait comme un toit en bâtière dont les 2 pentes sont constituées de vitres maintenues dans leurs cadres métalliques par du mastic. Ce toit avait pour fonction d'abriter des plus fortes intempéries les couronnes (de fleurs naturelles ou de perles) qui y étaient accrochées.

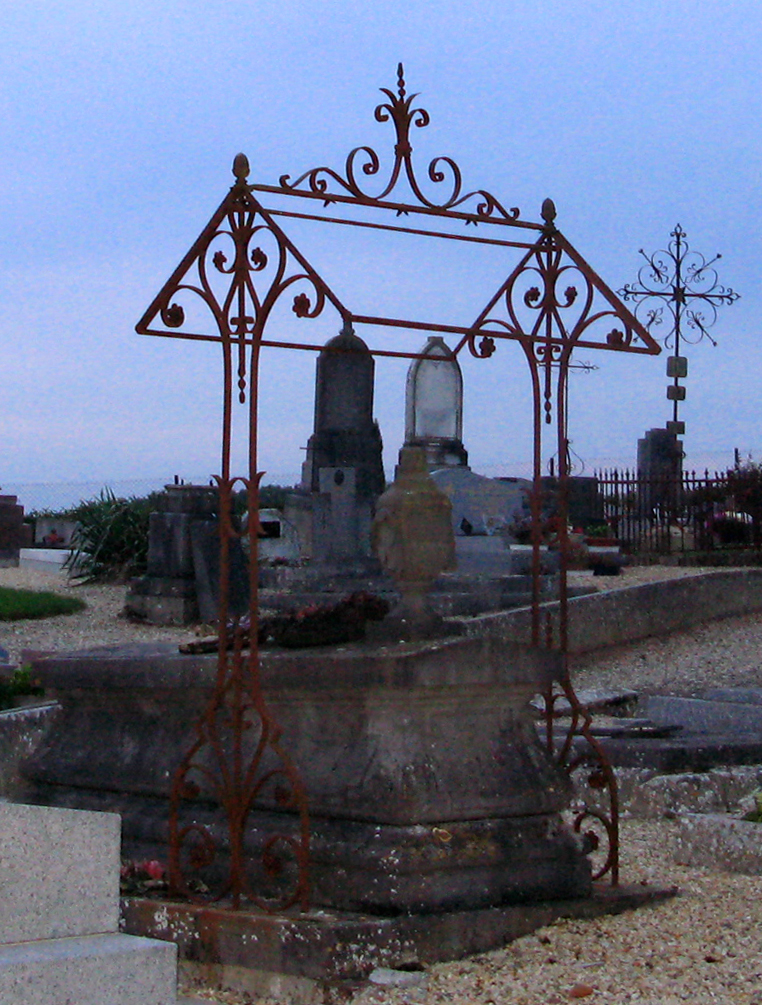
À Berlise, cette structure est encore parfaitement en place (même si les vitres du petit toit ont disparu) parce que scellée dans la pierre.

##### Petite verrière ou "chapelle du pauvre"
Bien des familles, assez riches pour ne pas décorer leurs tombes que d'une simple croix fichée en terre, et ne pas la délimiter par de simples planches placées de champ et maintenues pas 4 petits piquets de bois, mais trop peu fortunées pour faire édifier un monument de pierre, voire une chapelle mortuaire, faisaient couvrir totalité ou partie de leur concession par une sorte de chapelle dont l'armature était constituée par du fer forgé. Les espaces rectangulaires laissés entre les barres de métal étaient remplis par des vitres. Il pouvait s'agir de simple verre blanc, dans certains cas de verre cathédrale parfois de verre coloré (afin d'imiter le vitrail).
Cette sorte d'abri présentait donc des caractéristiques plus ou moins communes avec une marquise, une verrière ou une serre.
Ce type de structure avait le grand inconvénient d'être fragile. Sans envisager, à l'époque (XIXe siècle) où cette "mode" fut lancée et assez généralisée, le problème des dégradations volontaires connues de nos jours (bris volontaire, lancer de pierres, etc), les familles eurent à déplorer l'extrême sensibilité au vent, la chute éventuelle d'une branche ou d'une croix voisine. Les inévitables petits mouvements de terrain, imperceptibles, contribuaient aussi à la longue à créer des forces (s'ajoutant aux problèmes de dilatation du métal lors des écarts de température) suffisamment importantes dans leur cadre métallique pour que certaines vitres se cassent.
Comme il avait été constaté parfois que des oiseaux se réfugiaient sous ces abris, ou qu'y ayant pénétré, et ne réussissant pas à en sortir tout de suite, ils se heurtaient contre les vitres dans leurs tentatives d'évasion, les enfants de villages de la région amiénoise, par exemple, baptisaient jusque dans les années 1960 ces verrières tombales de « volières ».

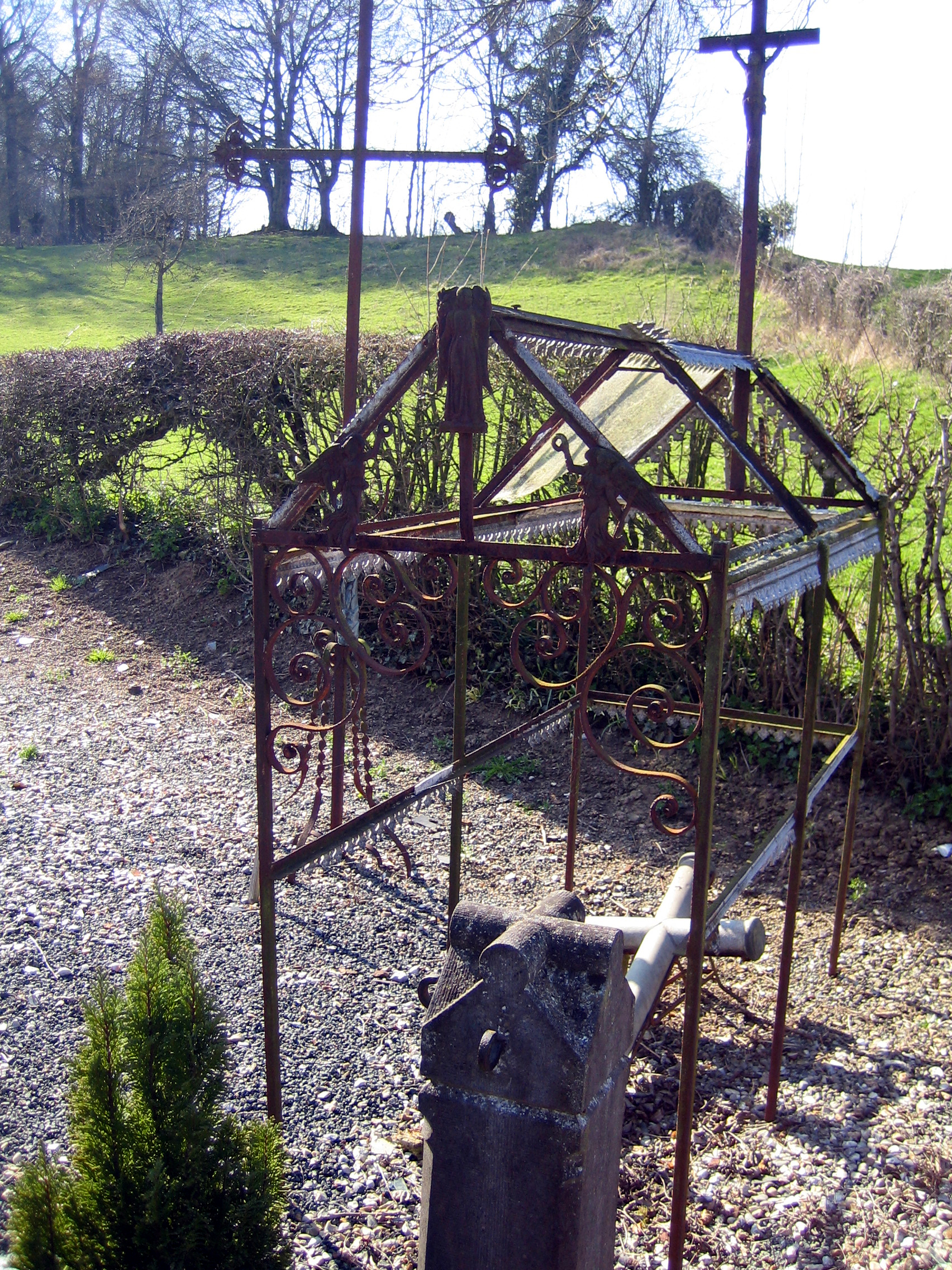
Petite verrière funéraire à Vaux-Marquenneville

Des éléments décoratifs (en fonte ou d'un métal plus léger), produits industriellement en série, pouvaient être fixés sur les montants de fer forgé : des anges, des frises, etc.

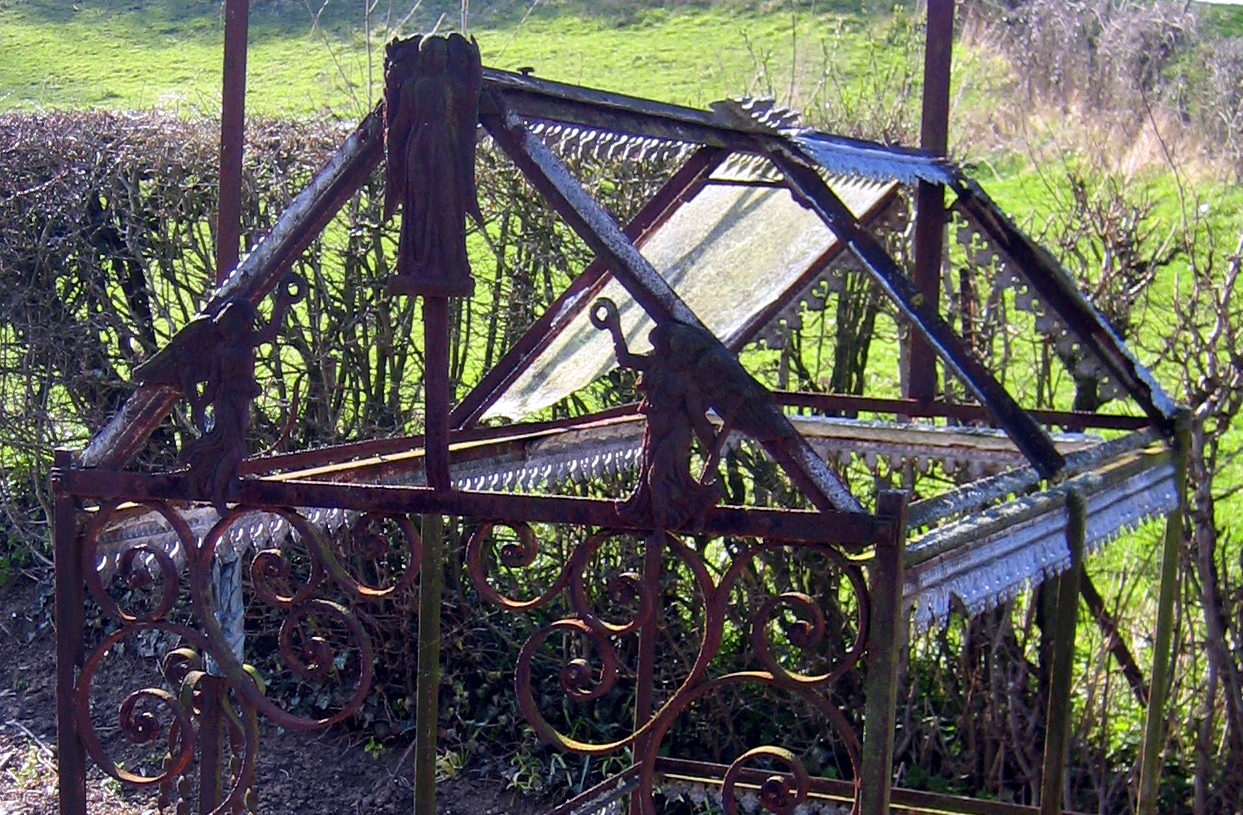
Frise subsistant en partie et décoration frontale symétrique, avec de part et d'autre un ange levant une couronne.

### Représentations duChrist
- Christ en croix
- Visage du Christ en médaillon (dans un matériau différent du "support")

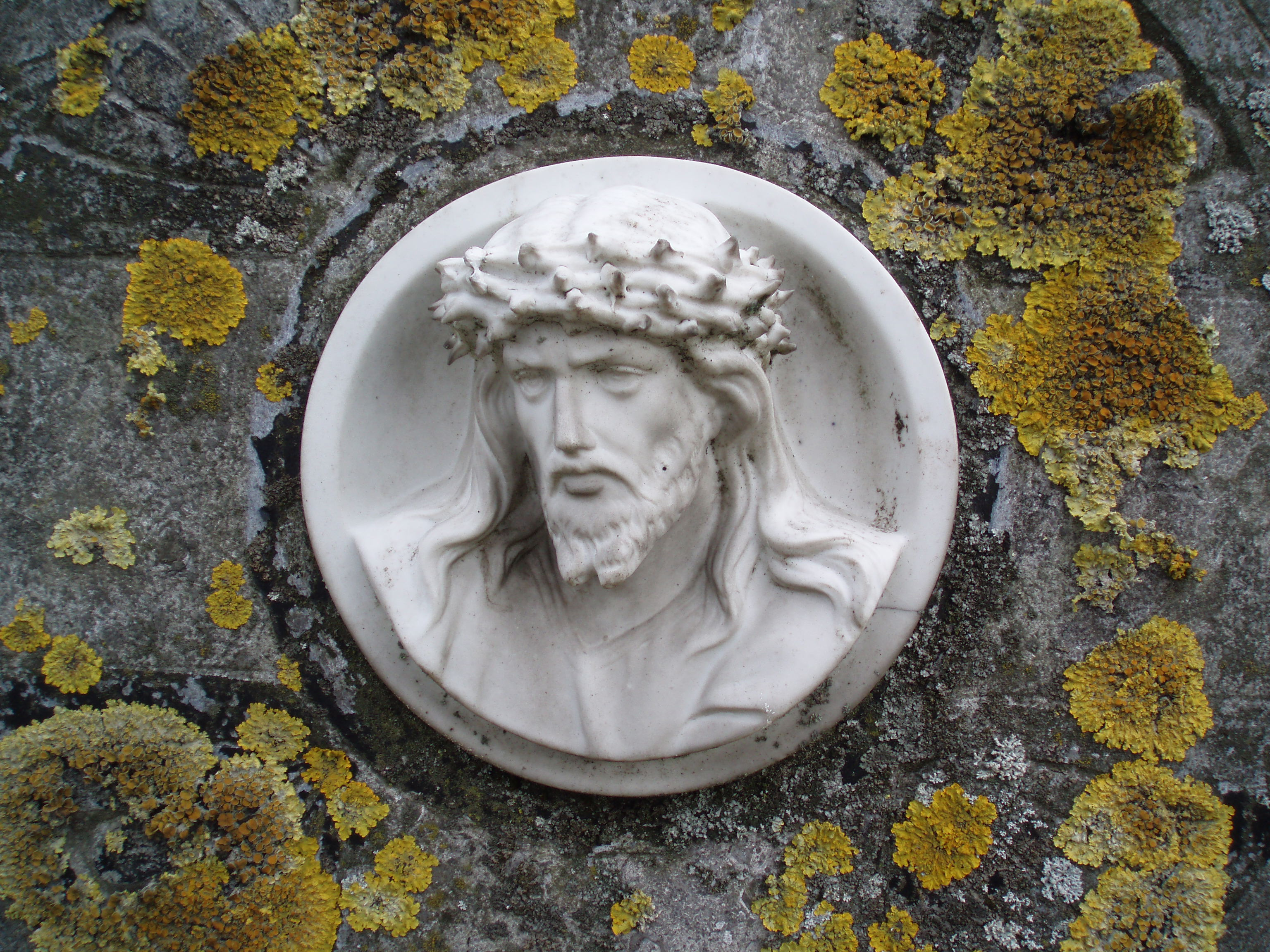
Christ couronné d'épines sur une tombe du cimetière catholique de Zwolle (Pays-Bas)

### Tête de mortavec tibias croisés

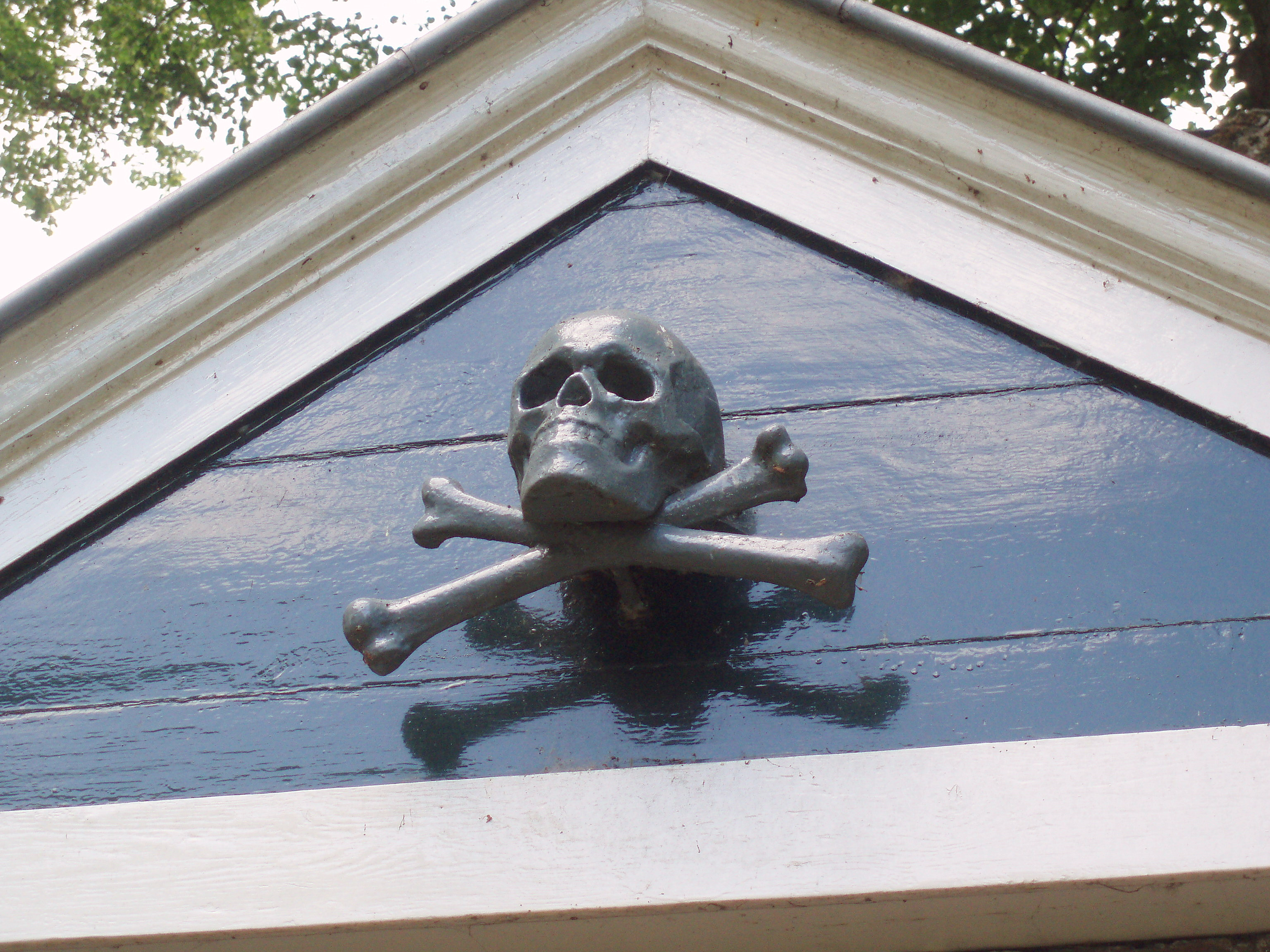
à Montfoort (Pays-Bas)

## Mention des défunts
L'identité des personnes inhumées (avec date plus ou moins précise de naissance et de décès et éventuellement lieu) est indiquée habituellement par gravure dans le bois ou dans la pierre. Les caractères sont le plus souvent taillés en creux dans le matériau mais peuvent dans certains cas apparaître en relief, en saillie. Non seulement la dimension ou la forme de ces caractères peuvent présenter la plus grande variété mais ils peuvent être aussi plus ou moins profonds ou épais.
Outre l'identification des défunts, cette inscription (et l'apposition d'une photo, Cf. paragraphe concerné) revêt une fonction symbolique importante. En lisant le nom du défunt, le passant (quel que lien qu'il ait ou non avec le défunt), redonne à ce dernier une vie symbolique. C'est le principe du Memento de la messe (catholique) lorsque est évoqué le nom des défunts : ceux-ci ne seront vraiment morts que lorsque l'on ne les citera plus et qu'ils seront définitivement oubliés.
D'autres techniques peuvent ou ont pu cependant être utilisées :

### Peinture

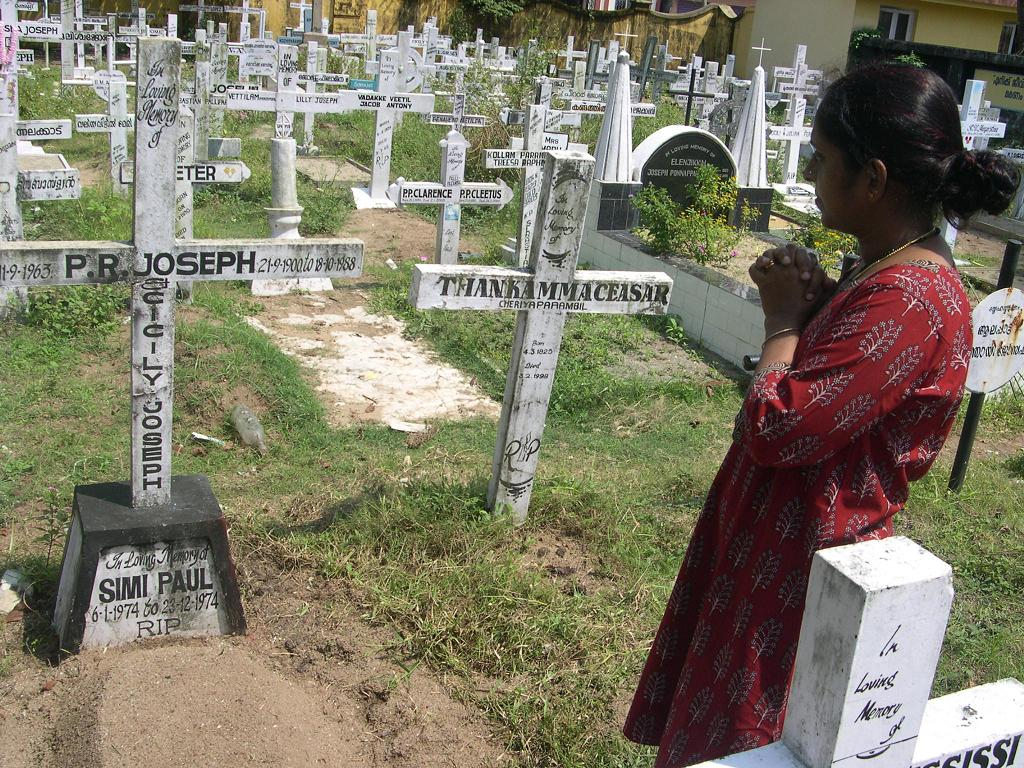
en Inde

### Plaque de métal fixée ou moulée dans la masse

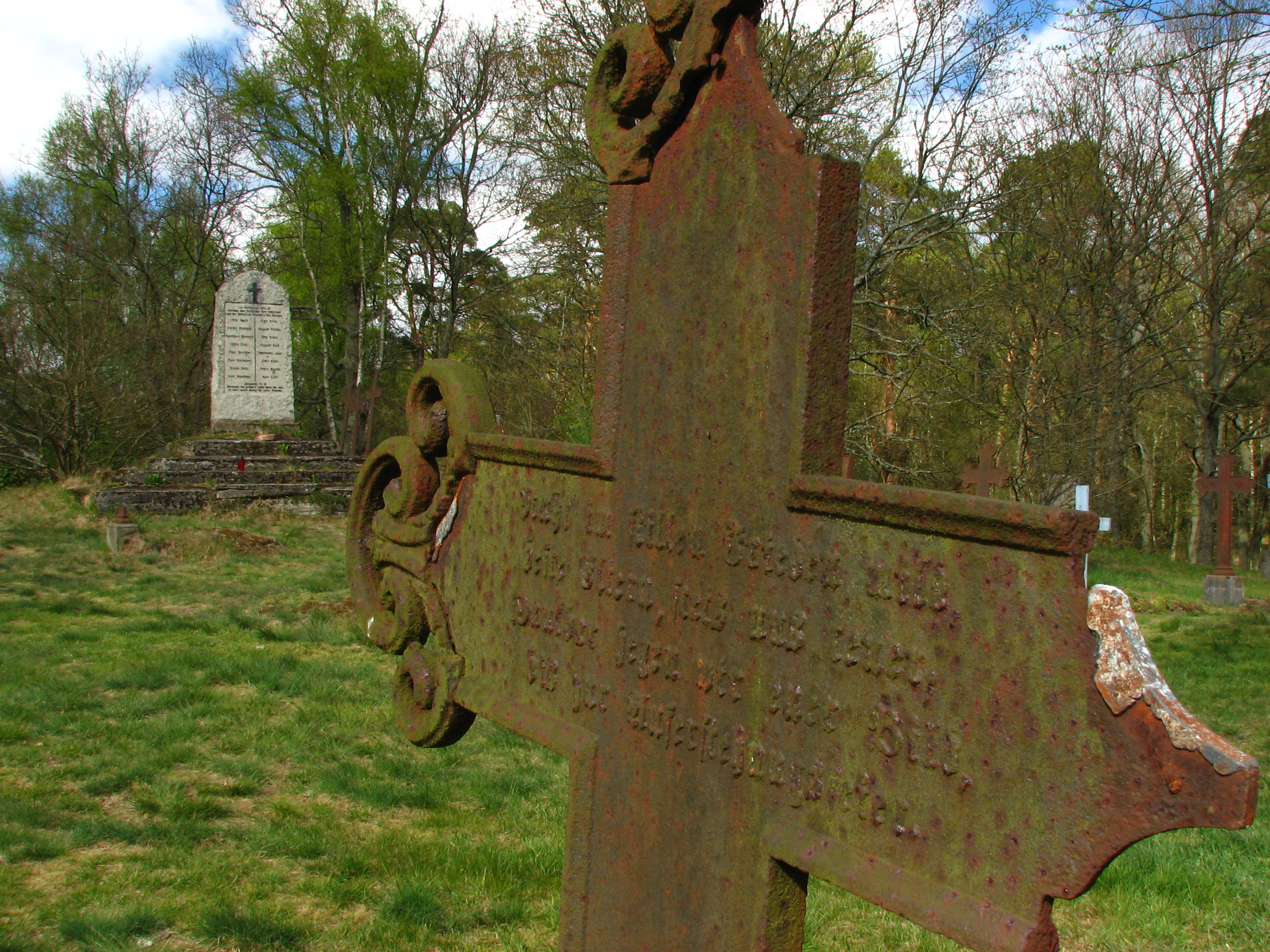
à Kluki (Pologne)
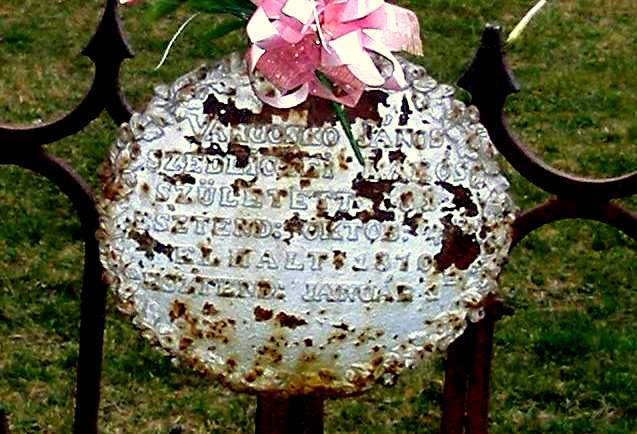
à Sedlice (Slovaquie)
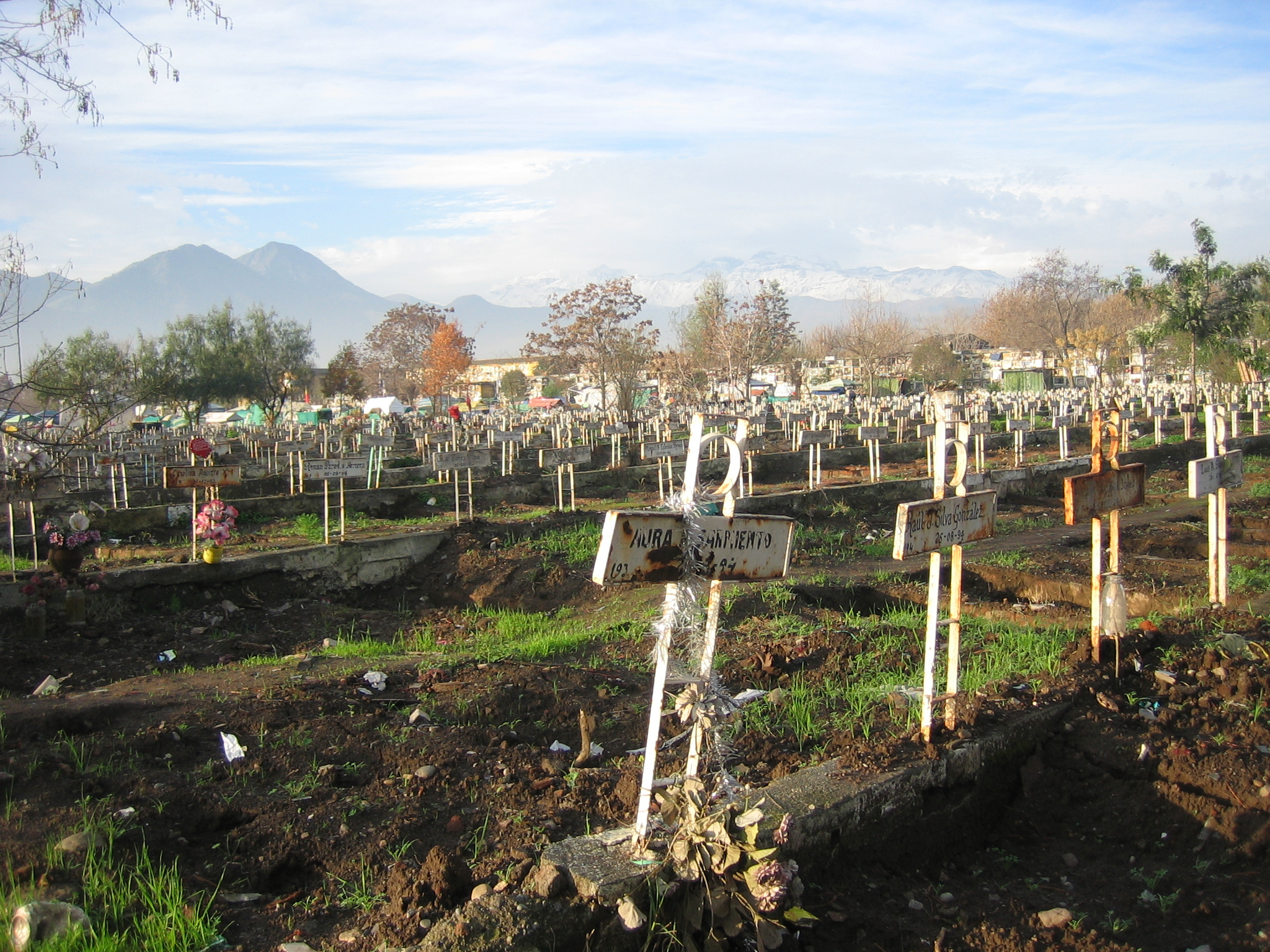
à Santiago (Chili)

### Macaron de pâte de verre ou de métal émaillé

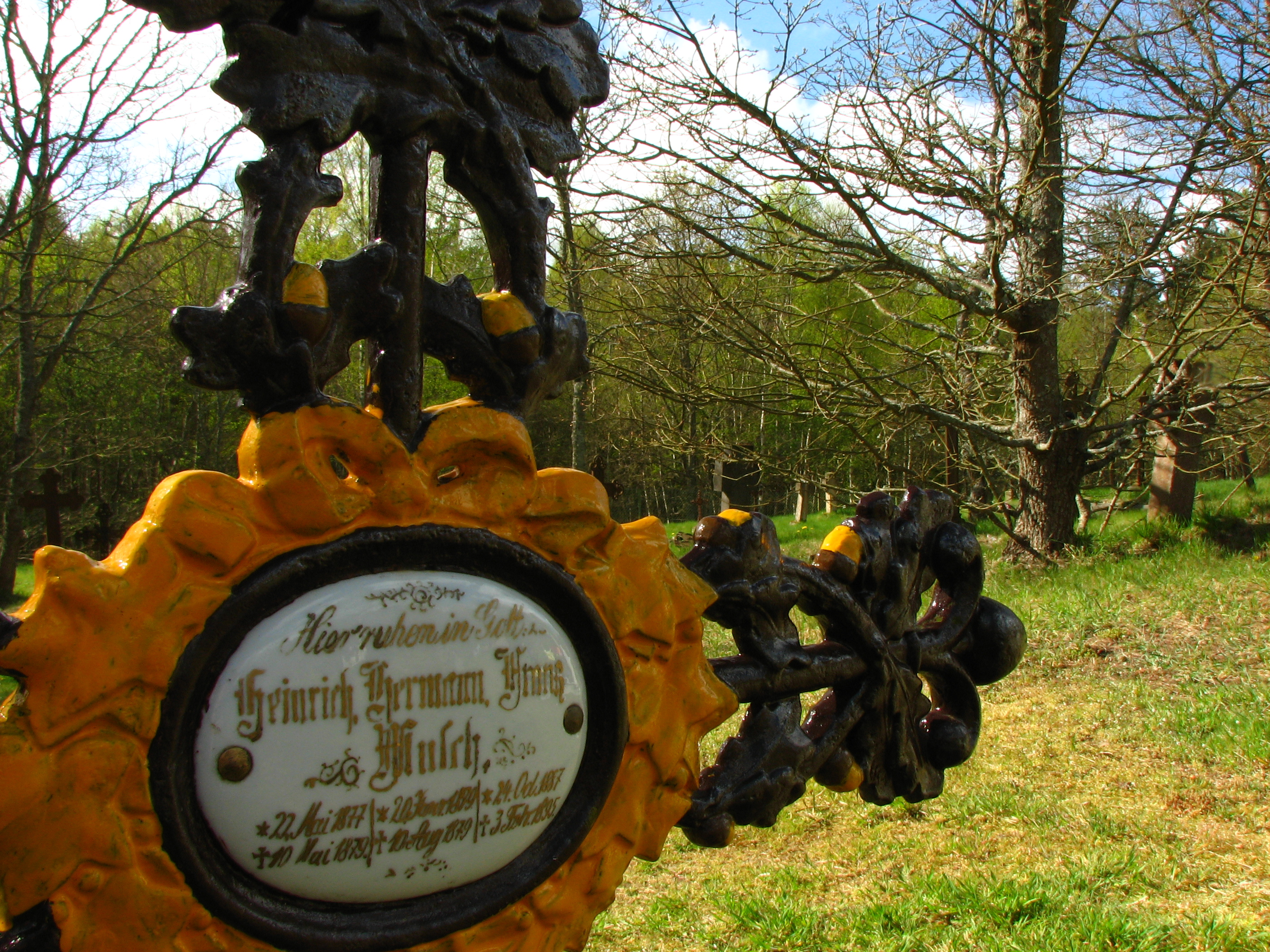
à Kluki (Pologne)

### Médaillon de porcelaine

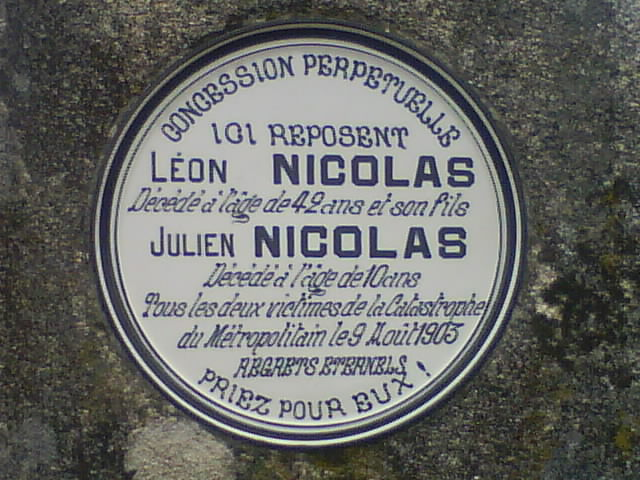
à Châlus (France)

### Cœur en métal émaillé
Cet objet à fonction informative et décorative a eu tendance à supplanter dès le XIXe siècle le cœur découpé dans une simple feuille de cuivre ou de zinc, qui présentait l'inconvénient de ne permettre qu'une assez faible lisibilité des informations "poinçonnées" caractère par caractère sur sa surface et de très vite se ternir. L'utilisation de l'émail apportait par contre l'avantage d'un meilleur brillant de la matière, de l'éclat du contraste entre le fond blanc et les caractères en noir, et la diversité de ces derniers (taille, gras, italique ou gothique). La contrepartie en était un coût nettement supérieur, car nécessitant l'intervention d'une technologie de caractère industriel, ne permettant pas une réalisation locale, par l'artisan du village ou du quartier. On a pu constater aussi, "à l'usage", que ces objets plus raffinés, plus esthétiques, pouvaient s'avérer plus fragiles que le modèle simple en métal poinçonné. Le fer servant de support à l'émail étant sujet à la rouille, dès lors qu'un choc quelconque (par chute sur la pierre de la tombe pour défaillance de la fixation, par exemple, ou par basculement lors d'une tempête d'un tombe voisine), l'objet était abîmé et aucune réparation n'était envisageable. Les points fragiles de ces cœurs en émail étant la dégradation de la surface à l'endroit précis des zones de fixation, juste sous les têtes de vis (le serrage ayant fragilisé l'adhérence de l'émail sur le fer).
Ces cœurs en métal émaillé étaient traditionnellement fixés verticalement sur des croix de bois, de fer forgé ou de fonte. La plupart de ceux que l'on trouve encore dans les cimetières en ce début de XXIe siècle ont perdu leur croix d'origine et sont simplement posés horizontalement sur la terre, ou dans le meilleur des cas sur la pierre d'une tombe ayant été installée depuis.
Utilisé assez généralement jusqu'au commencement de la Seconde Guerre mondiale, partout en France, cet objet est passé de mode assez rapidement. Les derniers cœurs en métal émaillé datent des années 1950-1955.

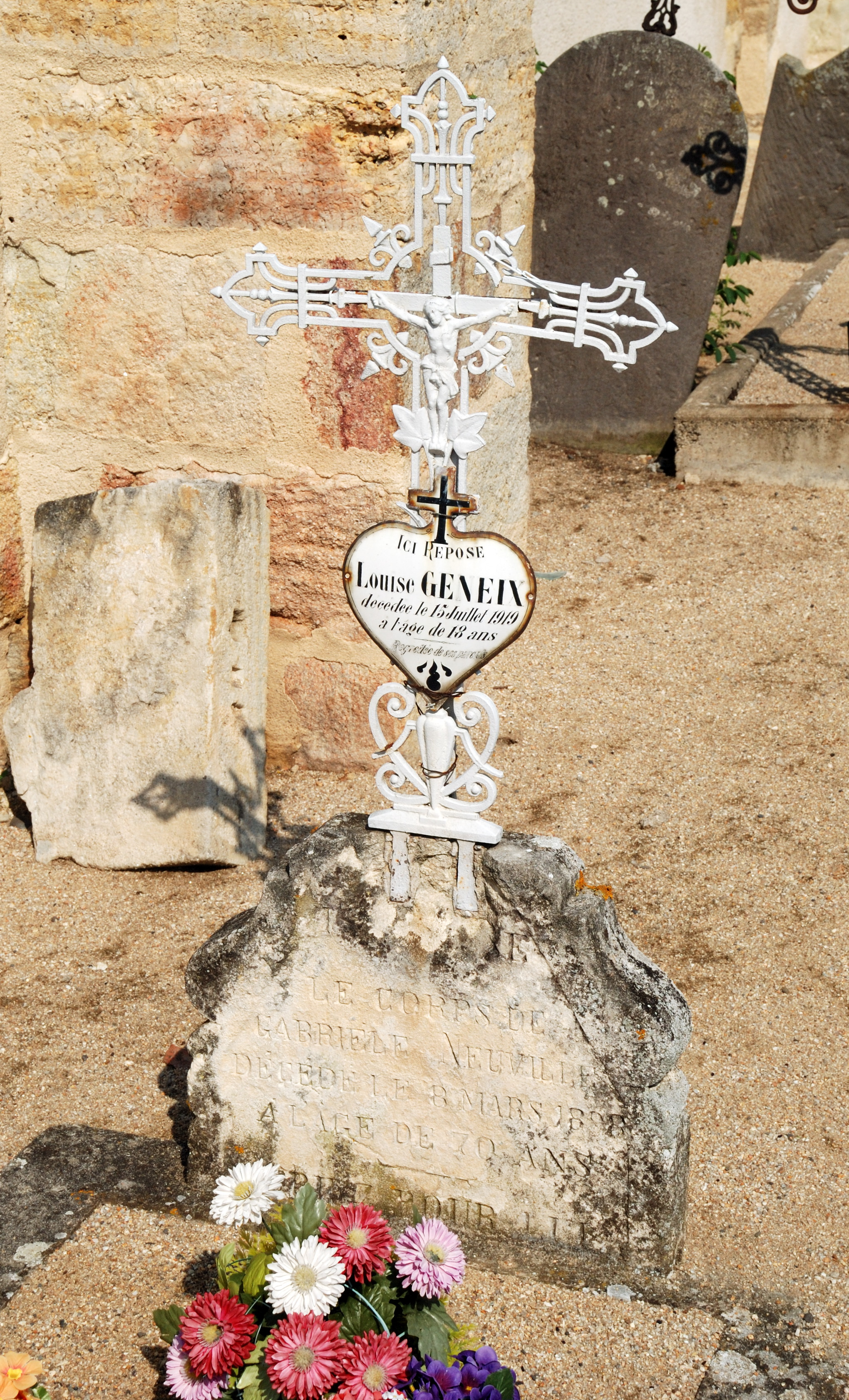
à Beauregard-l'Évêque
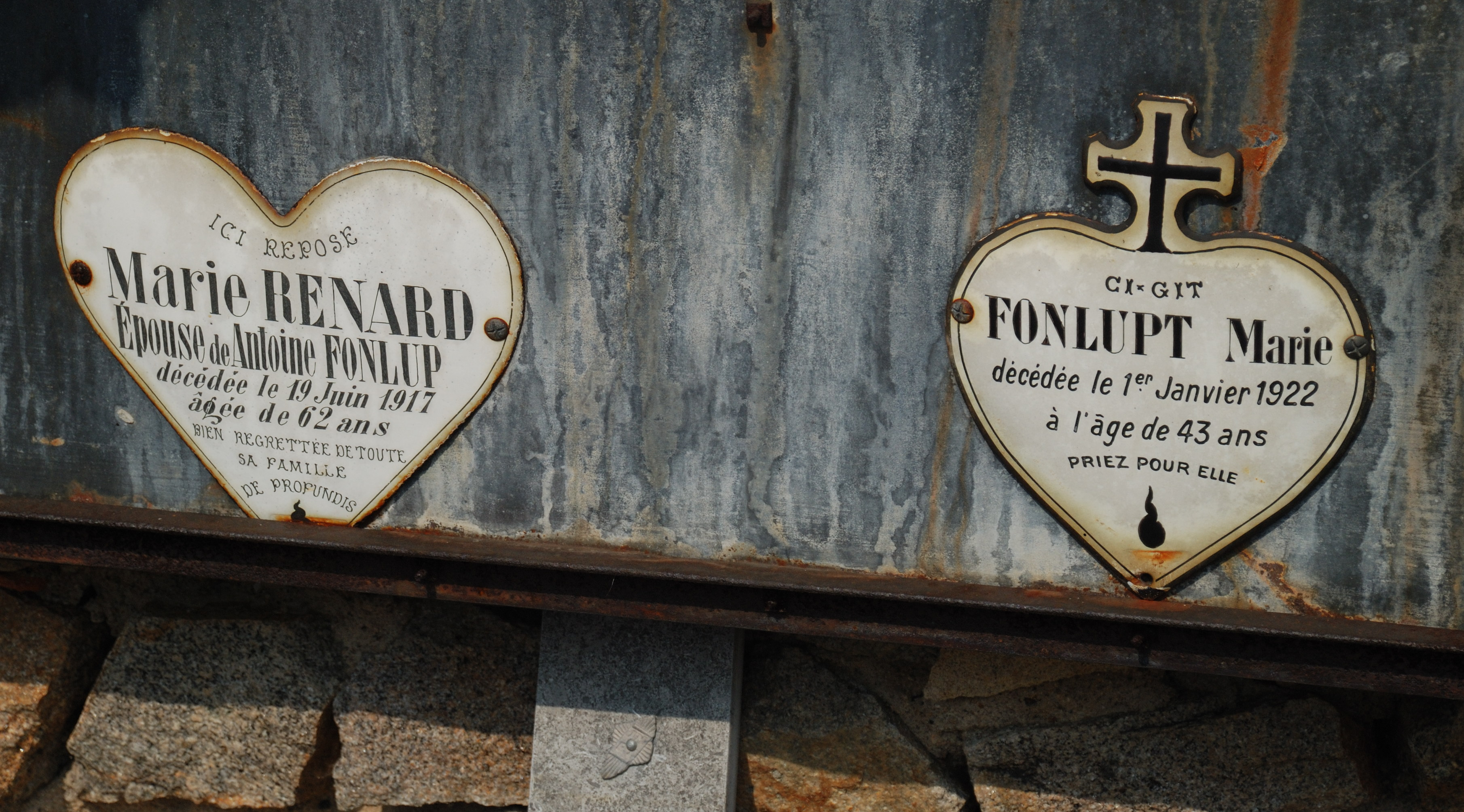
à Sermentizon
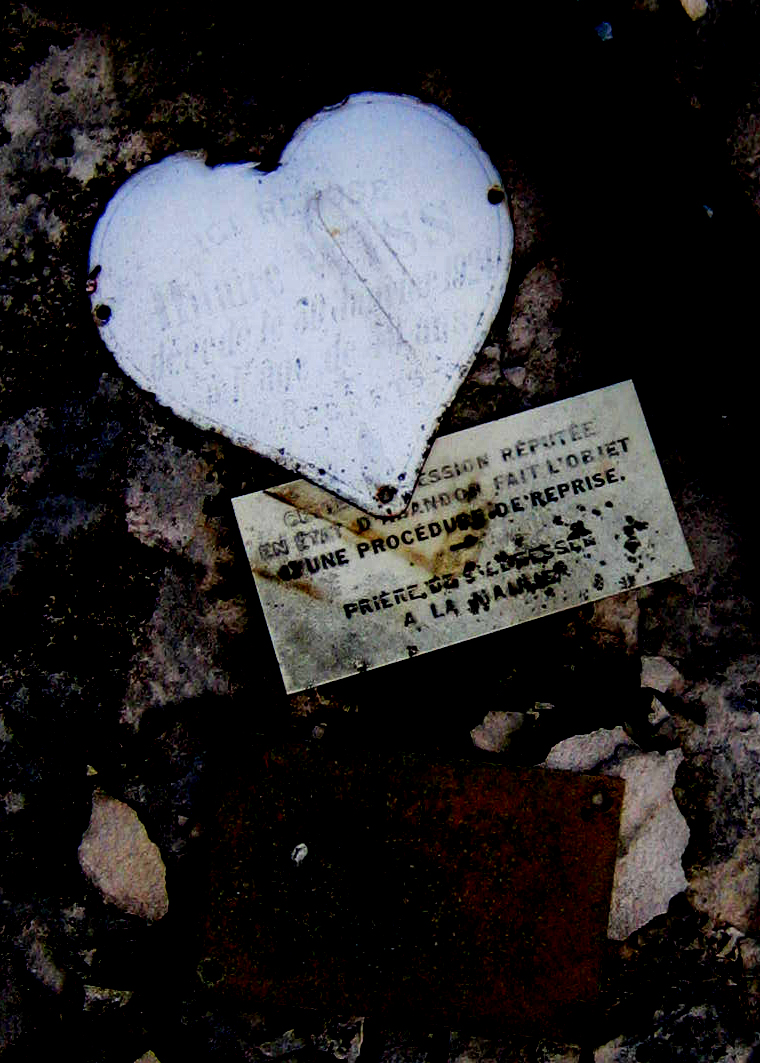
à Fleurey-sur-Ouche
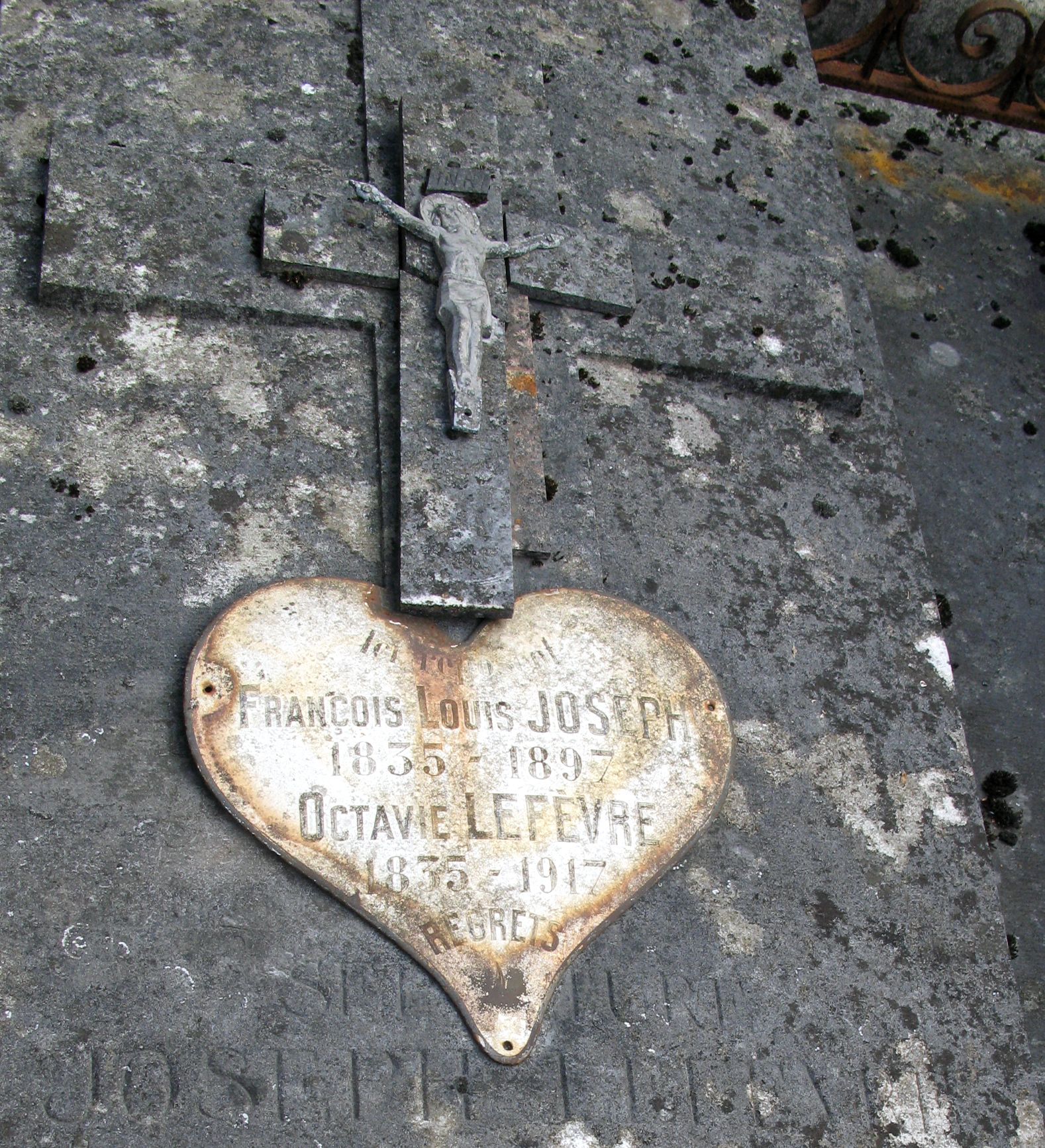
à Monceau-sur-Oise

Le cœur n'a pas de dimensions standard. Cela peut globalement aller du simple au double. Son épaisseur diminue en arrondi ou en biseau juste au bord, tout autour, et assez souvent autour des 3 trous prévus comme points de fixation. La surface elle-même du cœur est plane ou légèrement bombée.
Bien souvent, mais pas toujours, la forme du cœur est soulignée, en bordure, par un ou des traits en noir.
Si le cœur est très généralement de forme classique, on le trouve parfois surmonté d'une petite croix qui fait partie du même ensemble (il ne s'agit pas d'une autre pièce émaillée fixée) prévu dès fabrication. La dimension de cette petite croix n'excède jamais le tiers environ de celle du cœur lui-même.

### Cœur, carré ou rectangle de zinc ou de cuivre
Les caractères sont rendus lisibles, l'un après l'autre, par une technique s'apparentant à l'emboutissage (frappe au marteau d'un poinçon laissant une empreinte dans le métal).

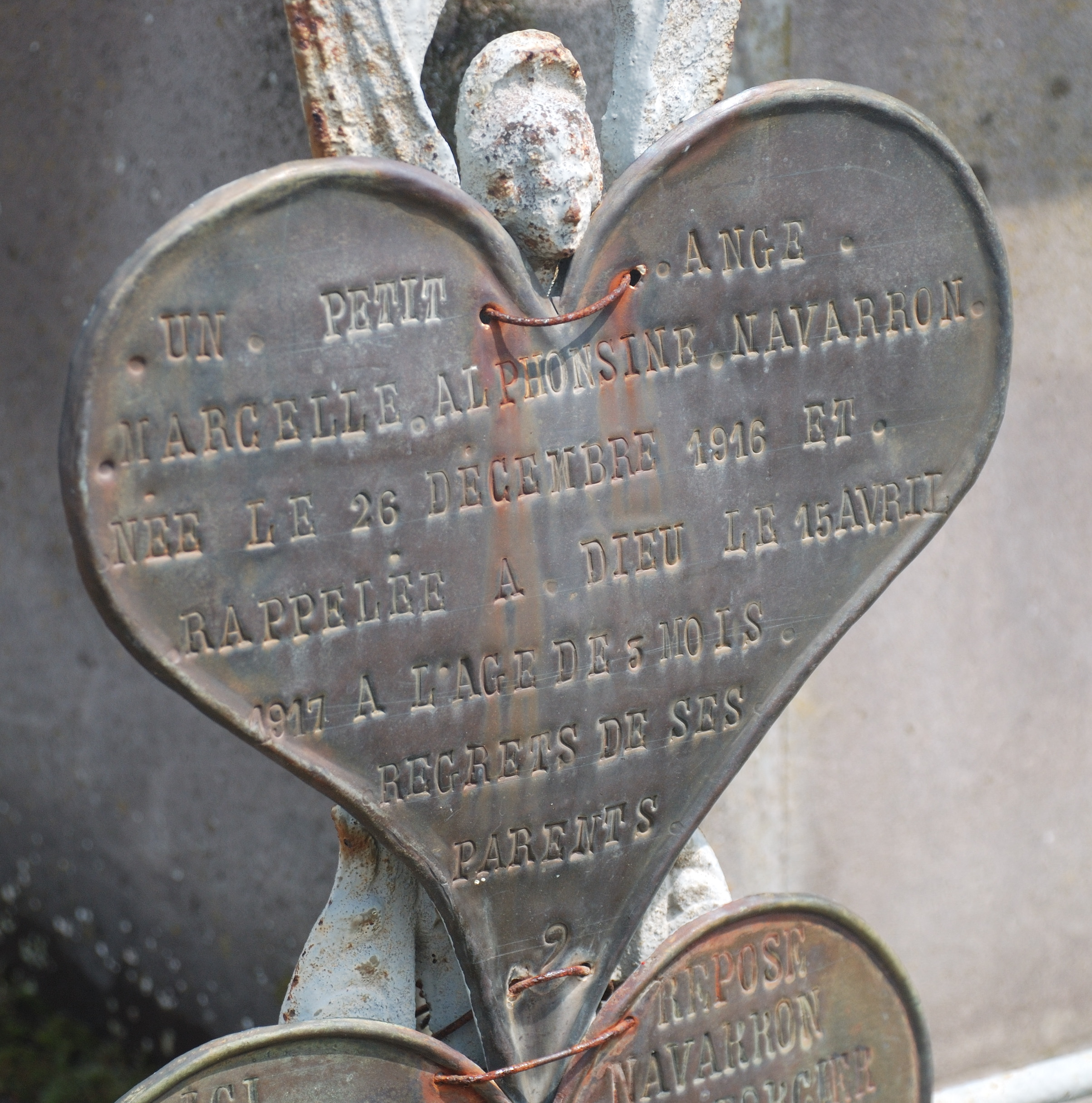
à Sermentizon
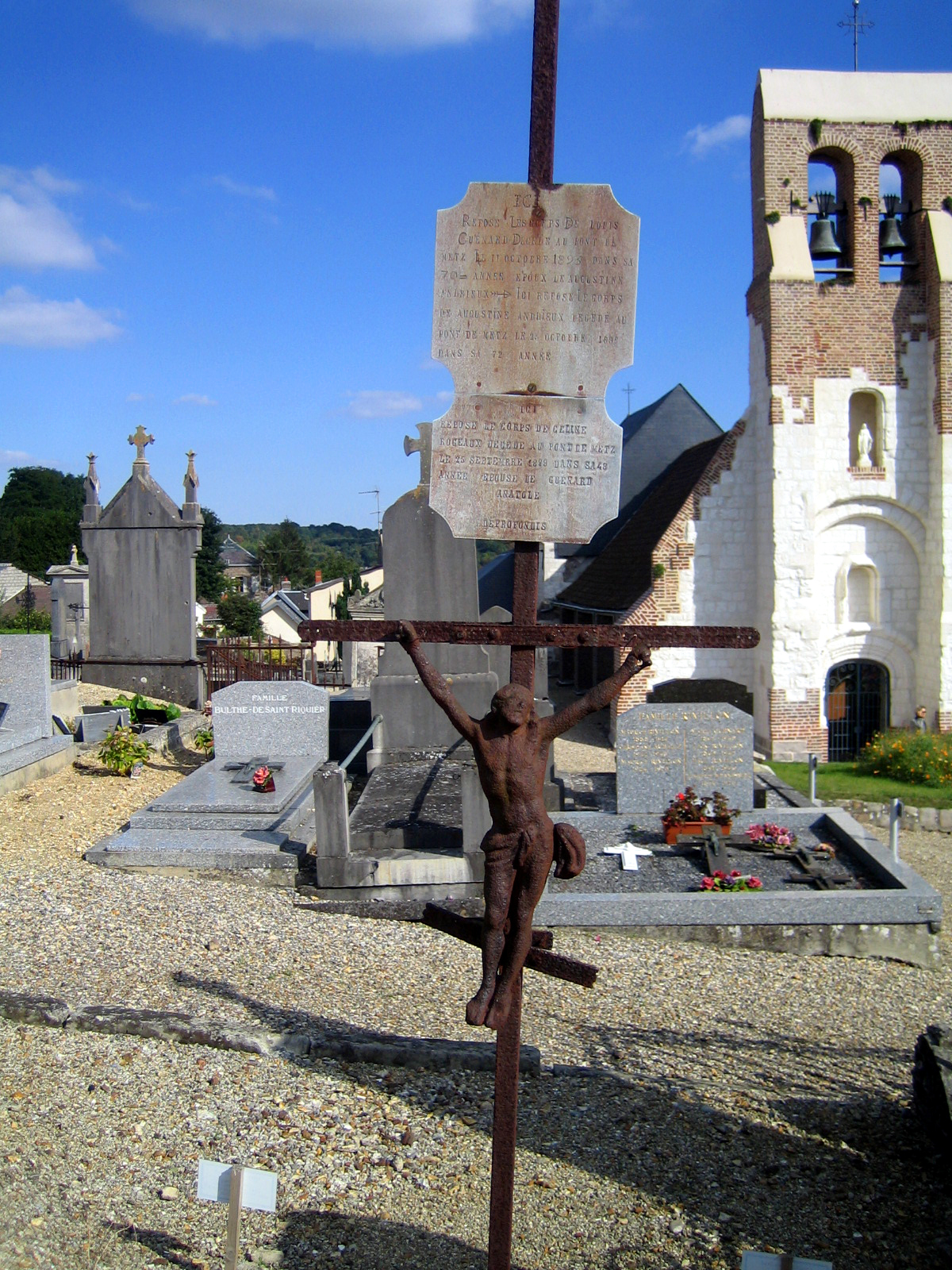
à Pont-de-Metz

### Médaillon incluant la photo du défunt
Deux techniques furent utilisées.

#### Photo sous verre bombé ou plat

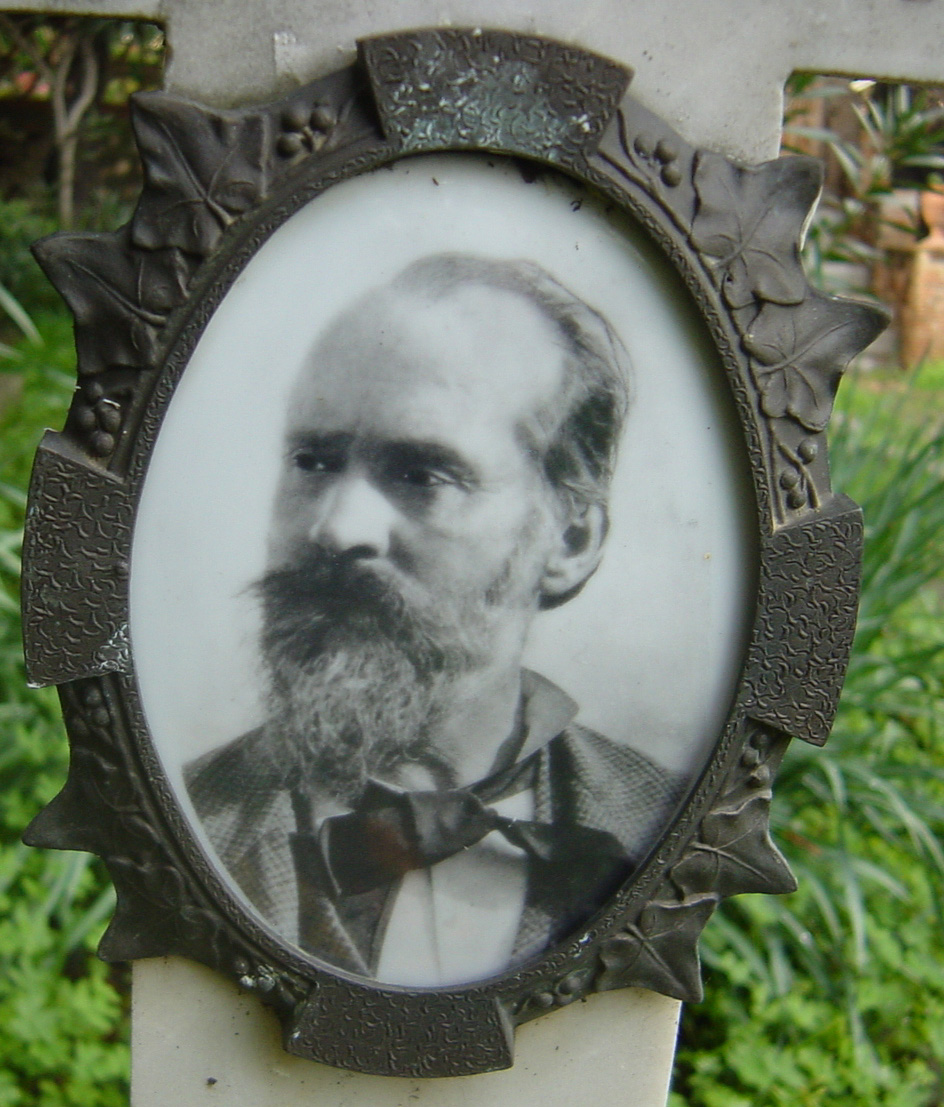
à Taormine (Sicile)

### Cadre avec mèche(s) de cheveux

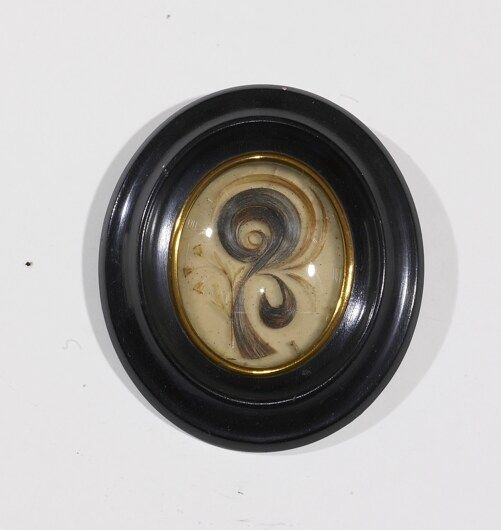
Souvenir mortuaire : bouquet fait de cheveux. Au revers étiquette “Jarrot coiffeur à Champlitte, 4e quart XIXe siècle, collection Musées départementaux de la Haute-Saône

Au XIXe siècle, les coiffeurs et barbiers étaient sollicités pour réaliser des mises en cadre à partir des cheveux des défunts. Ces travaux sont parfois très sophistiqués au point de devenir de petites figurations (maison, croix...)